# Atlanta
Atlanta – stolica i jednocześnie najbardziej zaludnione miasto amerykańskiego stanu Georgia, z populacją liczącą 510,8 tys. mieszkańców (2023). Atlanta stanowi kulturalne i ekonomiczne centrum obszaru metropolitalnego Atlanta, zamieszkiwanego przez 6,3 miliona osób, a także najważniejszy komponent rozrastającego się megapolis, znanego jako Piedmont Atlantic Megaregion.
Historia miasta rozpoczyna się wraz z założeniem niewielkiej osady, umiejscowionej na końcach lokalnej linii kolejowej, która w 1845 zyskała nazwę Atlanta. Obecnie jest ona jednym z najważniejszych centrów amerykańskiego biznesu oraz wiodącym węzłem transportowym południowo-wschodnich Stanów Zjednoczonych, na czele z portem lotniczym Hartsfield–Jackson Atlanta International Airport, najbardziej ruchliwym lotniskiem świata od 1998. Loughborough University sklasyfikował Atlantę jako metropolię globalną kategorii Alpha (-). Z produktem miejskim brutto w wysokości 473 miliardów dolarów, Atlanta zajmuje 20. miejsce wśród miast świata i 11. pośród miast amerykańskich. Metro Atlanta posiada trzecią co do wielkości koncentrację korporacji notowanych na liście Fortune 500 w Stanach Zjednoczonych, na czele z siedzibami głównymi Home Depot, UPS, Delta Air Lines, The Coca-Cola Company, Southern Company i WestRock. W 2010 Atlanta była 7. miastem amerykańskim pod względem liczby odwiedzin przez turystów będących mieszkańcami Ameryki Północnej, będąc celem podróży ponad 35 milionów amerykańskich turystów rocznie. W 2022 roku Atlanta znalazła się na 4. miejscu w rankingu Lonely Planet najlepszych miast do podróżowania na świecie.
Atlanta była przez wiele lat znana jako centrum afroamerykańskiej kultury, polityki i biznesu, kolebka ruchu na rzecz praw człowieka oraz miejsce narodzin Martina Luthera Kinga. Na przestrzeni lat obserwuje się jednak szybki wzrost białej populacji, zaś obszar metropolitalny Atlanty jest etnicznie zróżnicowany, z dużymi społecznościami latynoskimi i azjatyckimi. Atlanta jest szeroko reprezentowana na scenie sztuki i rozrywki, stanowiąc ważną bazę dla hip hopu, gospelu oraz neo soulu; ponadto w mieście powstają liczne filmy i produkcje telewizyjne. Atlanta wyróżnia się na tle miast amerykańskich ogromną ilością drzew i zieleni. W 1996 Atlanta zorganizowała Letnie Igrzyska Olimpijskie, co rozpoczęło falę gentryfikacji miasta, która zintensyfikowała się w XXI wieku i widoczna jest w rozwoju, jaki przeszło centrum i poszczególne dzielnice Atlanty.

## Historia

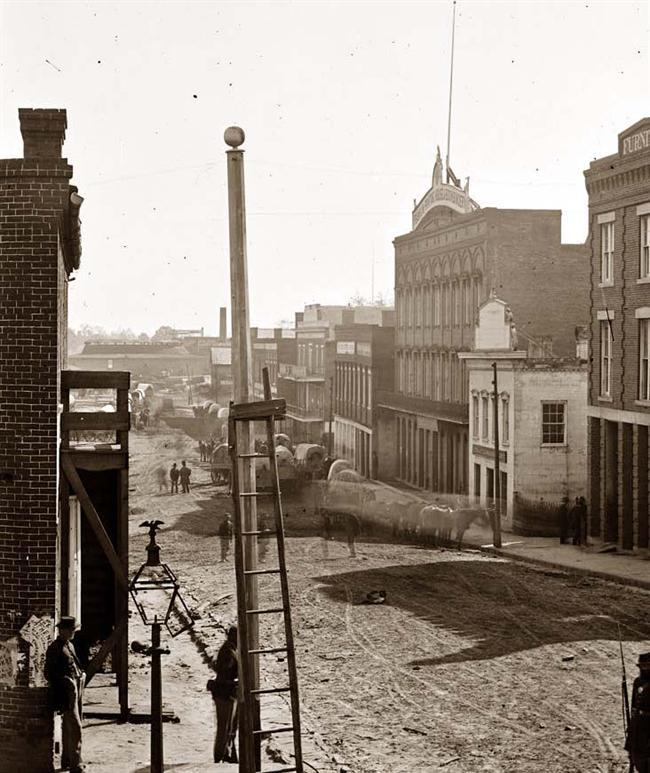
Marietta Street w 1864

Region, w którym leży Atlanta i jej przedmieścia należał wcześniej do Indian z plemienia Krików i Czirokezów (rdzennych Amerykanów). Ziemia Krików (część wschodnia aglomeracji) została przekazana białym ludziom pod zabudowę w 1823. W 1835 przywódcy Czirokezów odstąpili własną ziemię w zamian za ziemie na zachodzie na zasadach Traktatu z New Echota, co później doprowadziło do wydarzenia zwanego „Szlakiem łez” (wymuszonego wysiedlenia Indian na zachód kraju w 1838).
W 1836 Generalne Zgromadzenie Stanu Georgia zagłosowało za budową Zachodniej i Atlantyckiej Linii Kolejowej, aby stworzyć trasę handlową pomiędzy Środkowym Zachodem i terenami wokół Atlanty – wtedy zwanej „Terminus” (służącej jako terminal). Terminus oryginalnie planowany był dla Decatur, jednak jego mieszkańcy nie zgodzili się na budowę. Oprócz Decatur, kilka innych dzielnic podmiejskich Atlanty powstało kilka lat wcześniej niż samo miasto, włączając w to miejscowości takie jak Marietta czy Lawrenceville.
Terminus rozrastało się jako miasto kolejowe. Później zostało przemianowane na Marthasville (po córce ówczesnego gubernatora Wilsona Lumpkina, Marcie). Marthasville zmieniło nazwę na Atlanta w 1845 (żeńska forma nazwy „Atlantycki”, zasugerowana przez J. Edgara Thomsona) i zostało zarejestrowane pod tą nazwą w 1847.
Podczas wojny secesyjnej Atlanta odegrała ważną rolę jako centrum zaopatrzenia kolejowego i militarnego. W 1864 miasto stało się celem głównej inwazji Unii (która to jest tematem filmu Przeminęło z wiatrem z 1939). Obszar, który dziś zajmuje miasto, był miejscem wielu bitew, w tym bitwy pod Peachtree Creek, bitwy pod Atlantą oraz bitwy pod Ezra Church. 1 września 1864 generał Konfederacji John Bell Hood ewakuował Atlantę po czteromiesięcznym oblężeniu prowadzonym przez generała Unii Williama T. Shermana i nakazał zniszczyć wszystkie budynki publiczne i każdy możliwy wartościowy łup dla Unii. Następnego dnia burmistrz James Calhoun poddał miasto, a 7 września Sherman rozkazał ewakuować ludność cywilną. Następnie, 11 listopada, nakazał on spalić miasto w przygotowaniu do marszu na południe.

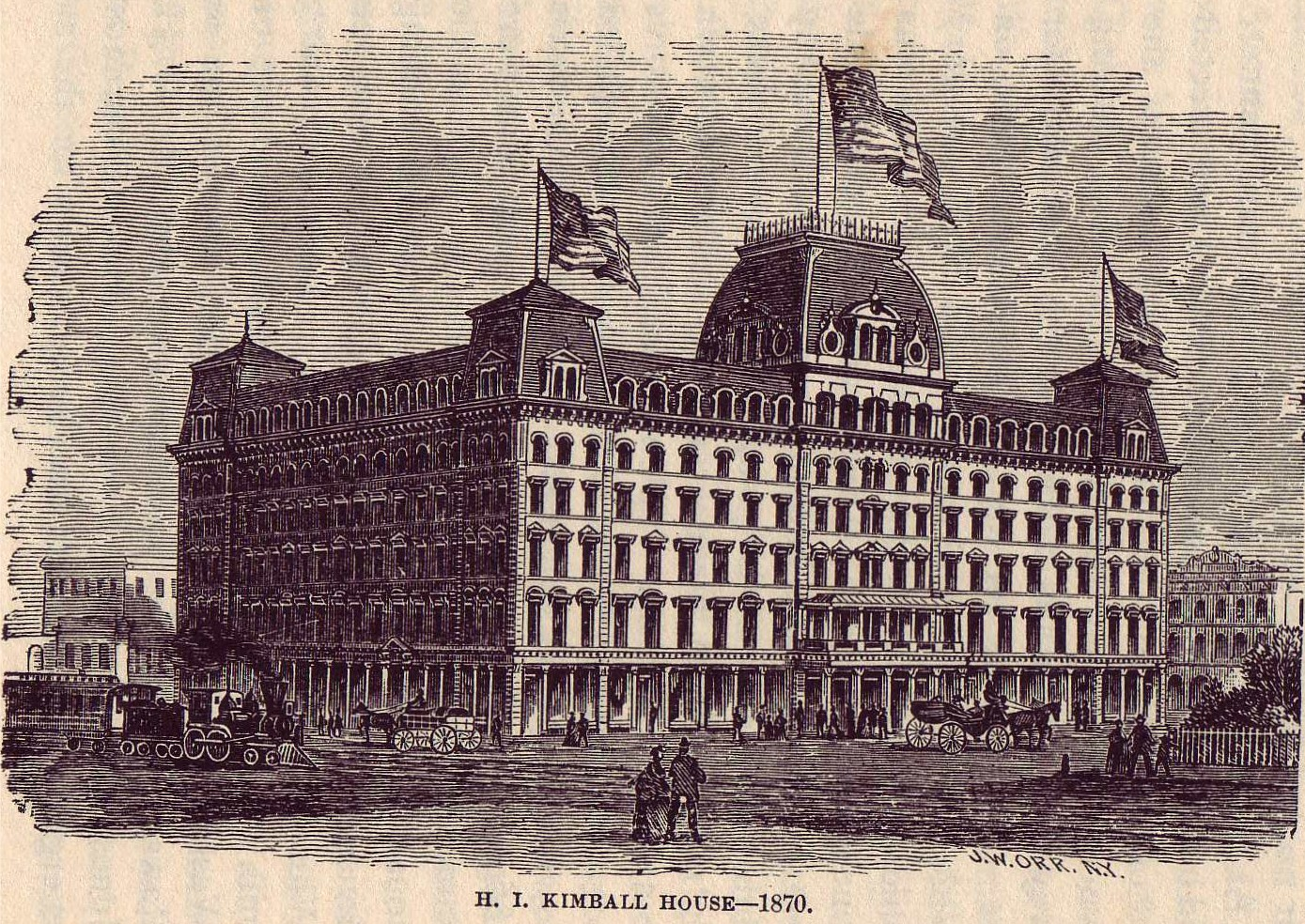
Jeden z pierwszych hoteli w mieście, Kimball House, otwarty w 1870

Po prośbie ojca Thomasa O’Reilly z Katolickiego Kościoła Niepokalanego Poczęcia, Sherman nie spalił miejskich kościołów i szpitali. Pozostałe zasoby wojenne zostały zniszczone podczas marszu Shermana nad morze. Upadek Atlanty był krytycznym punktem wojny secesyjnej. Wzmocnił on wiarę w siebie mieszkańców północy i razem ze skutkami bitwy nad Zatoką Mobile doprowadził do reelekcji Abrahama Lincolna i ostatecznego ustąpienia Konfederacji.
Miasto powstało z popiołów – stąd też herbem miasta jest Feniks – i zostało powoli odbudowane. Później stało się przemysłowym i handlowym centrum południa. Od 1867 aż do 1888 żołnierze armii amerykańskiej okupowali Baraki McPhersona (później przemianowane na Fort McPherson) w południowo-wschodniej Atlancie, aby zapewnić reformy Rekonstrukcji Stanów Zjednoczonych. Aby pomóc świeżo wyzwolonym niewolnikom, rząd federalny powołał Biuro Uchodźców, Wyzwoleńców i Opuszczonych Ziem (Bureau of Refugees, Freedmen, and Abandoned Lands), które pomogło założyć magisterski Atlanta University (w 1865) i licencjacki (czteroletni) Clark College (w 1869). Obie te uczelnie w 1988 połączyły się w Clark Atlanta University.
W 1868 Atlanta została piątym miastem, które służyło jako stolica stanowa (poprzednią stolicą było Milledgeville). Henry W. Grady, redaktor gazety Atlanta Constitution, reklamował miasto dla inwestorów jako „Nowe Południe”. Pod pojęciem tym Grady rozumiał urozmaicenie ekonomii, rozdział jej od rolnictwa oraz odłączenie się od „Starego Południowego” nastawienia niewolniczego i buntowniczego. Aby wykonać plan modernizacji miasta, Grady i wielu innych poparło budowę uniwersytetu technicznego Georgia School of Technology (dzisiejsza nazwa to Georgia Institute of Technology), który został zbudowany na północnych przedmieściach w 1885.
W 1880 Siostra Cecilia Carroll, RSM, wraz z trzema innymi siostrami przybyła z Savannah do Atlanty, by pomagać chorym. Mając jedynie 50 centów, siostrom udało się otworzyć szpital, pierwszy zakład opieki medycznej po wojnie secesyjnej. W późniejszych latach szpital nazwano szpitalem św. Józefa.

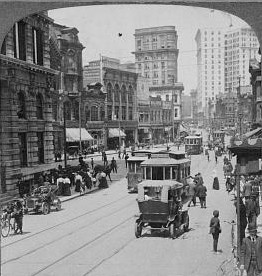
Główna ulica miasta, Peachtree Street, w 1907

Wraz z rozrostem Atlanty pojawiły się spięcia na tle etnicznym i rasowym. W 1906, w zamieszkach rasowych w Atlancie, zginęło 27 ludzi, a 70 zostało rannych. W 1913 Leo Frank, żydowski kierownik fabryki w Atlancie, został posądzony o gwałt i morderstwo 13-letniej białej pracowniczki z Marietty, przedmieścia Atlanty. Ponieważ władze nie były pewne co do winy Franka, jego kara śmierci została cofnięta w 1915, co doprowadziło do wybuchu zamieszek, skutkiem których Frank został porwany z więzienia (dzięki spiskowi strażników) i przetransportowany do Marietty, gdzie został zlinczowany.
W latach 30. wielka depresja dotarła do Atlanty. Lokalne władze były na skraju bankructwa, dlatego też Coca-Cola musiała pomóc zmniejszyć deficyt budżetu miejskiego. W 1935 rząd amerykański wprowadził w życie projekt „Techwood Homes”, mający na celu zlikwidowanie slumsów i pomoc biednym przez wybudowanie nowych domów.
Wraz z przystąpieniem Stanów Zjednoczonych do II wojny światowej, w Atlancie, w Forcie McPherson, szkolono żołnierzy z całej południowo-zachodniej części państwa. Rozwój firm powiązanych z przemysłem wojennym, takich jak Bell Aircraft, przyczynił się do zwiększenia liczby mieszkańców Atlanty i polepszenia warunków ekonomicznych miasta. Zaraz po wojnie, w 1946, otwarto Centrum Kontroli i Prewencji Chorób (CDC).
Z powodu decyzji Sądu Najwyższego w sprawie „Brown przeciwko Komisji Edukacji miasta Topeka”, która pomogła powstaniu ruchu walczącego o równe prawa obywatelskie Afroamerykanów, w Atlancie zaczęły się brutalne rozruchy na tle rasowym. 12 października 1958 świątynia reformowanego judaizmu w Atlancie, której rabbi Jacob Rothschild otwarcie popierał integrację rasową, została wysadzona. Do tego czynu przyznała się biała organizacja antysemicka „Podziemie Konfederatów”.

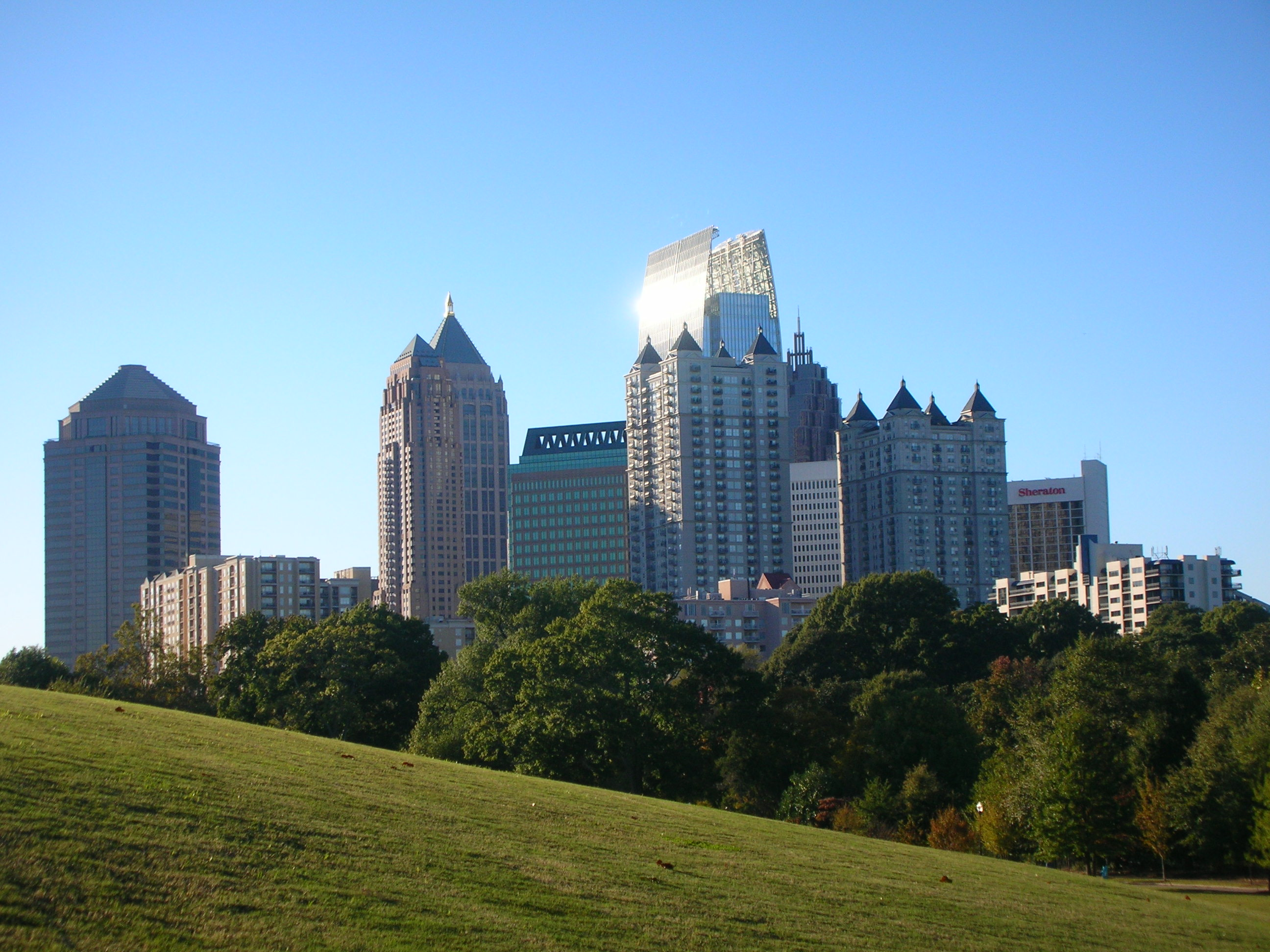
Pod koniec XX wieku rozpoczął się nowy rozdział w historii rozwoju Atlanty, widoczny między innymi w budowie kolejnych wieżowców

W latach 60. Atlanta była głównym centrum organizacji ruchu na rzecz praw obywatelskich, kierowanej przez Martina Luthera Kinga oraz studentów z uniwersytetów, które historycznie były dla czarnych. Dwie najważniejsze organizacje, Konferencja Przywódców Chrześcijańskich Południa (ang. Southern Christian Leadership Conference, SCLC) i Pokojowy Komitet Koordynacyjny Studentów (ang. Student Nonviolent Coordinating Committee, SNCC), miały tam swoje państwowe siedziby. W kwietniu 1960 czarni studenci opublikowali „Apel o prawa obywatelskie”, który potępiał segregację i usprawiedliwiał akcje przeciwko niej. Następstwem apelu była fala akcji okupacyjnych, która doprowadziła do ponad 100 aresztowań. 19 października 1960 okupacje barów w wielu centrach handlowych Atlanty doprowadziły do aresztowania Kinga i ponad 50 studentów, co skupiło uwagę krajowych mediów i kandydata na prezydenta Johna F. Kennedy’ego. Okupacje i inne formy protestów organizowanych przez studentów przeciwko segregacji rasowej w miejscach publicznych i handlowych, takich jak okupacja stołówki Urzędu Miasta czy też lotniska w Atlancie, trwały nadal aż do wprowadzenia Ustawy o prawach obywatelskich (Civil Rights Act) w 1964.
Pomimo tych incydentów, władze Atlanty starały się nadal propagować obraz miasta jako „zbyt zajętego, by nienawidzić”. W 1961 burmistrz Ivan Allen Jr. został jednym z niewielu południowych białych burmistrzów, którzy popierali desegragację w szkołach publicznych Atlanty.
W 1996 Atlanta zorganizowała Letnie Igrzyska Olimpijskie, zaś w 1998 port lotniczy Atlanta – Hartsfield-Jackson uzyskał tytuł największego lotniska świata. W XXI wieku miasto nawiedziły klęski żywiołowe: w 2008 w centrum uderzyło tornado, zaś w 2009 w regionie zmagano się z powodziami. Jednocześnie w Atlancie postępowała gentryfikacja, widoczna przede wszystkim w rozwoju, jaki przeszło śródmieście i poszczególne dzielnice Atlanty. Ponadto władze miasta przyjęły plan zwiększenia „zielonej” przestrzeni o 40%, zaś Delta zostały największymi liniami lotniczymi świata.

## Geografia

### Topografia
Według United States Census Bureau, miasto zajmuje powierzchnię 347,1 km², z czego 344,9 km² to ląd, zaś 2,2 km² to woda. Położona na wysokości ok. 320 metrów powyżej poziomu morza, Atlanta znajduje się na szczycie grzbietu górskiego, na południe od rzeki Chattahoochee.
Linia wschodniego zlewiska kontynentalnego wkracza do Atlanty z południa, docierając do centrum. Następnie biegnie na wschód, wzdłuż DeKalb Avenue i linii kolejowych CSX, aż do Decatur. Opady deszczu, które spadają po południowej i wschodniej stronie wpadają do Oceanu Atlantyckiego, podczas gdy opady z północnej i zachodniej strony, za pośrednictwem Chattahoochee, trafiają do Zatoki Meksykańskiej. Właśnie z Chattahoochee, która jest częścią dorzecza AFC (Apalachicola/Chattahoochee/Flint), Atlanta i wiele okolicznych miejscowości, czerpie większość zasobów wodnych. Jako że rzeka płynie przez odległą, północno-zachodnią stronę miasta, duża część jej naturalnego środowiska pozostała nienaruszona. Jednakże ekstensywne zużycie wody rzecznej podczas susz i zanieczyszczeń, jakie występowały w trakcie powodzi, doprowadzało do konfliktów i sporów prawnych z sąsiednimi stanami: Alabamą i Florydą.

### Klimat i środowisko

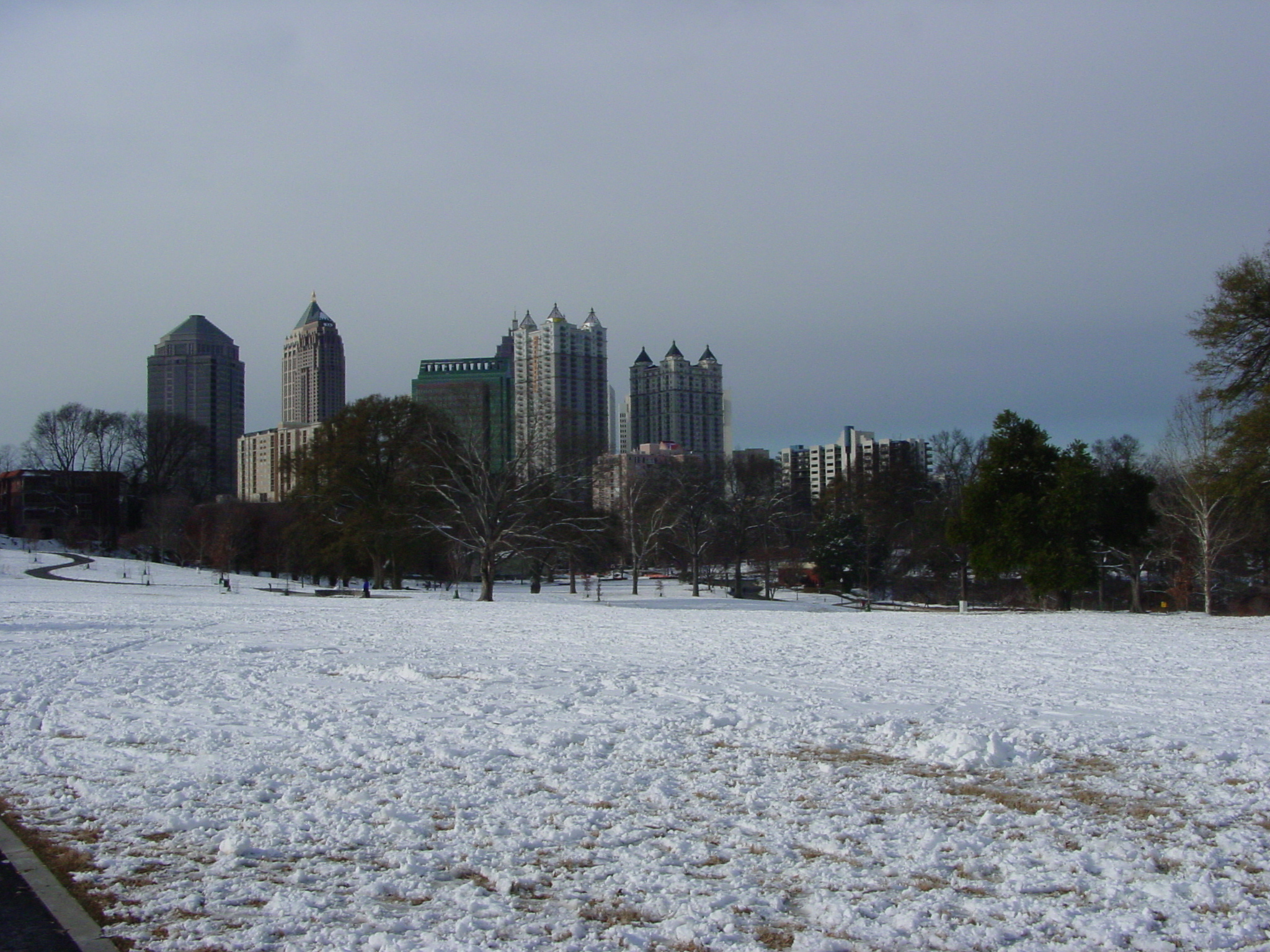
Piedmont Park okryty cienką warstwą śniegu

Atlanta leży w strefie wilgotnego klimatu subtropikalnego (klasyfikacja Köppena – Cfa), z gorącymi, wilgotnymi okresami letnimi i chłodnymi zimami. Średnia temperatura w styczniu wynosi ok. 5,9 °C (42,7 °F), przy czym na przedmieściach jest ona nieco niższa. Ciepłe, morskie powietrze może jednocześnie przynieść do miasta temperatury charakterystyczne dla wiosny, podczas gdy arktyczne masy powietrza mogą obniżyć temperatury do minusowych (od −11 do −7 °C). Lipcowe temperatury oscylują wokół 31,7 °C (89 °F), chociaż niekiedy mogą sięgać nawet 38 °C (100 °F). Wysokie położenie Atlanty odróżnia ją od większości pozostałych miast za południu i wschodzie kraju, i przyczynia się do bardziej umiarkowanego klimatu tego obszaru w porównaniu do terenów położonych na południe od Atlanty. Atlanta często doświadcza burz letnich.
Co jest typowe dla południowo-wschodnich Stanów Zjednoczonych, Atlanta doświadcza obfitych opadów deszczu, które są relatywnie równomiernie rozłożone na przestrzeni roku, choć wiosna i początki jesieni są znacznie bardziej suche. Średnie roczne opady deszczu wynoszą 1 280 mm. Temperatury o wysokościach co najmniej 32 °C (90 °F) występują powyżej 40 dni w roku; z kolei nocne przymrozki występują ok. 45 dni w roku. Średnie roczne opady śniegu wynoszą 6,4 cm. Śnieżyce z prawdziwego zdarzenia są rzadkością, aczkolwiek są możliwe; najintensywniejsza burza śnieżna, która nawiedziła miasto przyniosła 40,6 cm. śniegu i miała miejsce 12–14 marca 1993, podczas tzw. „Burzy Stulecia”. Burze lodowe zwykle przynoszą większe problemy, niż opady śniegu; najpoważniejsze burze tego typu miały miejsce 7 stycznia 1973 oraz 9 stycznia 2011.
Ekstremalne pogody odnotowane w Atlancie wyniosły −23 °C (−9 °F) w lutym 1899 oraz 41 °C (105 °F) w lipcu 1980. W ostatnich latach najniższą zaobserwowaną temperaturą w mieście było −22 °C (−8 °F) z 21 stycznia 1985.
| Miesiąc                                            | Sty   | Lut   | Mar   | Kwi  | Maj   | Cze   | Lip   | Sie   | Wrz   | Paź   | Lis   | Gru   | Roczna |
| -------------------------------------------------- | ----- | ----- | ----- | ---- | ----- | ----- | ----- | ----- | ----- | ----- | ----- | ----- | ------ |
| Rekordy maksymalnej temperatury [°C]               | 26    | 27    | 32    | 34   | 36    | 41    | 41    | 40    | 39    | 35    | 29    | 26    | 41     |
| Średnie temperatury w dzień [°C]                   | 11,5  | 13,9  | 18,3  | 22,7 | 26,8  | 30,5  | 31,9  | 31,3  | 28    | 22,8  | 17,7  | 12,4  | 22,3   |
| Średnie temperatury w nocy [°C]                    | 1,2   | 3,2   | 6,8   | 10,8 | 15,7  | 20    | 21,8  | 21,4  | 18,1  | 12,1  | 6,8   | 2,5   | 11,7   |
| Rekordy minimalnej temperatury [°C]                | -22   | -23   | -12   | -4   | 3     | 4     | 12    | 13    | 2     | -2    | -16   | -18   | −23    |
| Opady [mm]                                         | 106,7 | 118,6 | 121,9 | 85,3 | 93    | 100,3 | 133,6 | 99,1  | 113,5 | 86,6  | 104,1 | 99,1  | 1261,9 |
| Średnia liczba dni z opadami                       | 10,9  | 9,8   | 9,7   | 8,6  | 9,3   | 9,9   | 11,7  | 9,7   | 7,5   | 6,9   | 8,8   | 10,5  | 113,3  |
| Średnie usłonecznienie [h]                         | 164.3 | 172.3 | 220.1 | 261  | 288.3 | 285   | 272.8 | 257.3 | 228   | 283.7 | 186   | 164.3 | 2783,1 |
| Źródło: The Weather Channel, Hong Kong Observatory |       |       |       |      |       |       |       |       |       |       |       |       |        |

## Panorama i zabudowa miasta
Architektura Atlanty zdominowana jest przez styl modernistyczny i postmodernistyczny, ze znaczącym wpływem lokalnego architekta, Johna Portmana. W mieście przetrwało kilka budynków z lat 80. XIX wieku, jednakże z początkowej ery istnienia Atlanty nie ostał się ani jeden obiekt; wszystkie zostały spalone przez armię Unii w 1864. Architektura mieszkalna w centralnych dzielnicach Atlanty, powstała w większości w okresie pomiędzy latami 80. XIX wieku i 20. XX wieku, obejmuje między innymi domy w stylu wiktoriańskim, a także rzemieślnicze bungalowy; z kolei osiedla mieszkalne położone dalej od śródmieścia, na obrzeżach miasta, mają charakter typowy dla powojennego stylu architektonicznego przedmieść. Wzdłuż historycznych linii kolejowych, które docierają do centrum ze wszystkich stron, a także mijają dzielnice mieszkalne, ulokowane są zabytkowe struktury przemysłowe, często przekształcone we współcześnie wykorzystywane obiekty.

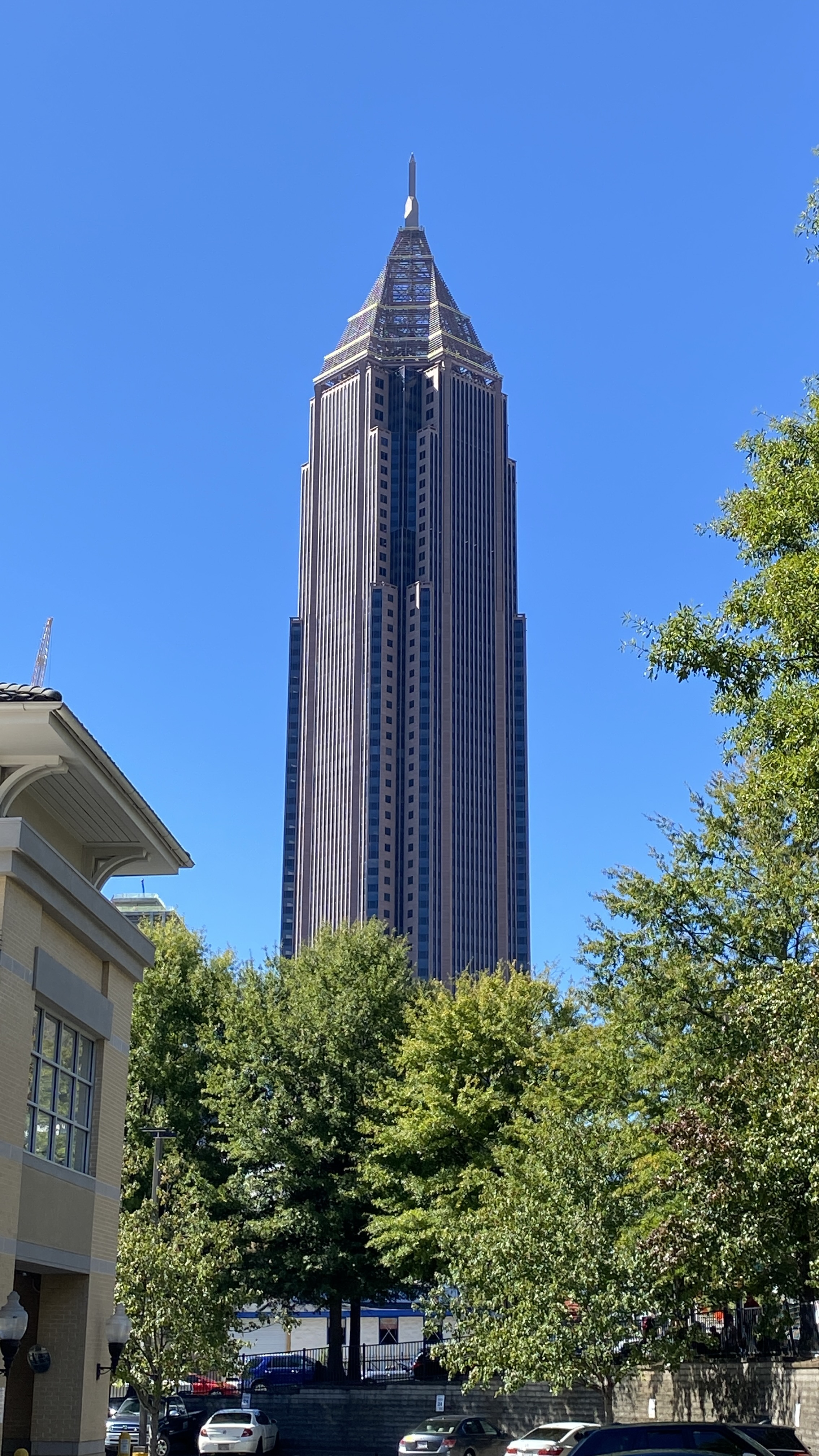
Bank of America Plaza, czyli największy budynek w stanie Georgia

Większość infrastruktury Atlanty spłonęła podczas wojny secesyjnej, pozbawiając miasto architektury antebellum. Jednakże Atlanta nigdy nie reprezentowała klasycznego stylu „południowego”. Jako że pierwotnie było to miasto kolejowe, a nie patrycjuszowski port morski pokroju Savannah lub Charleston, obiekty z Atlanty wpasowywały się w architekturę z północnego wschodu lub zachodu. Po wojnie Atlanta stanęła w roli wiodącego miasta w procesie budowy „nowego południa”, skłaniając się ku konstrukcji nowoczesnych struktur.

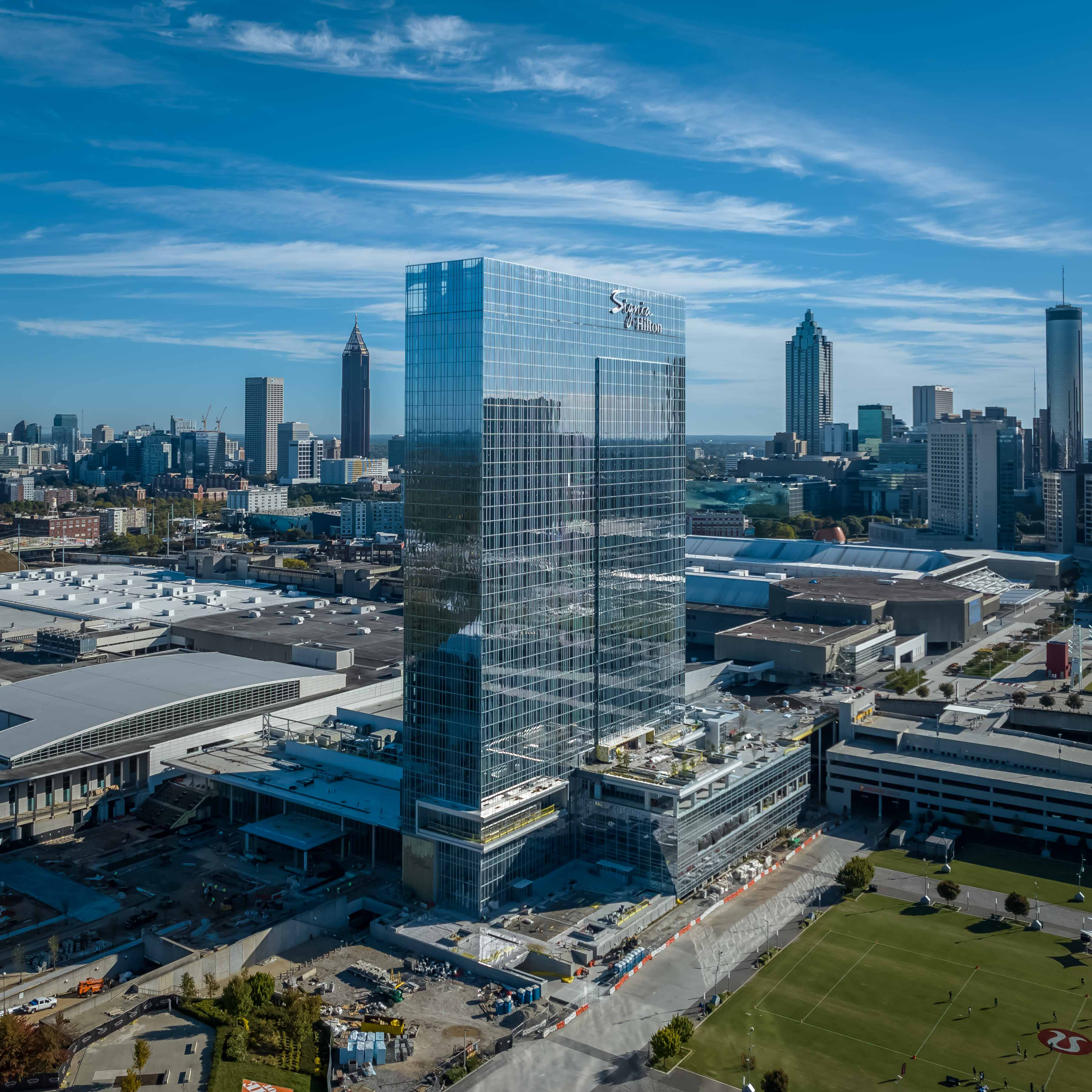
Signia Hilton Hotel, 2023

Atlanta zdominowana jest przez stosunkowo młode style architektoniczne, na czele z budynkami konstruowanymi przez wiodące amerykańskie przedsiębiorstwa i architektów należących do czołówki XX wieku, włączając w to Michaela Gravesa, Richarda Meiera, Marcela Breuera i Renzo Piano. W latach 60. zaczęto budować na szeroką skalę wieżowce oraz obiekty o średnich wysokościach. Obecnie najwyższy budynek w mieście, a zarazem 9. co do wysokości w Stanach Zjednoczonych i 54. na świecie, stanowi mierzący 312 metrów Bank of America Plaza.
Dążąc do nadania miastu jak najbardziej modernistycznego i postmodernistycznego stylu, wyburzano historyczne obiekty, takie jak Equitable Building (pierwszy wieżowiec w Atlancie z 1892), Terminal Station i Carnegie Library. Ten sam los spotkałby jedną z kulturalnych ikon Atlanty, Fox Theatre, gdyby nie wielkie sprzeciwy z lat 70.

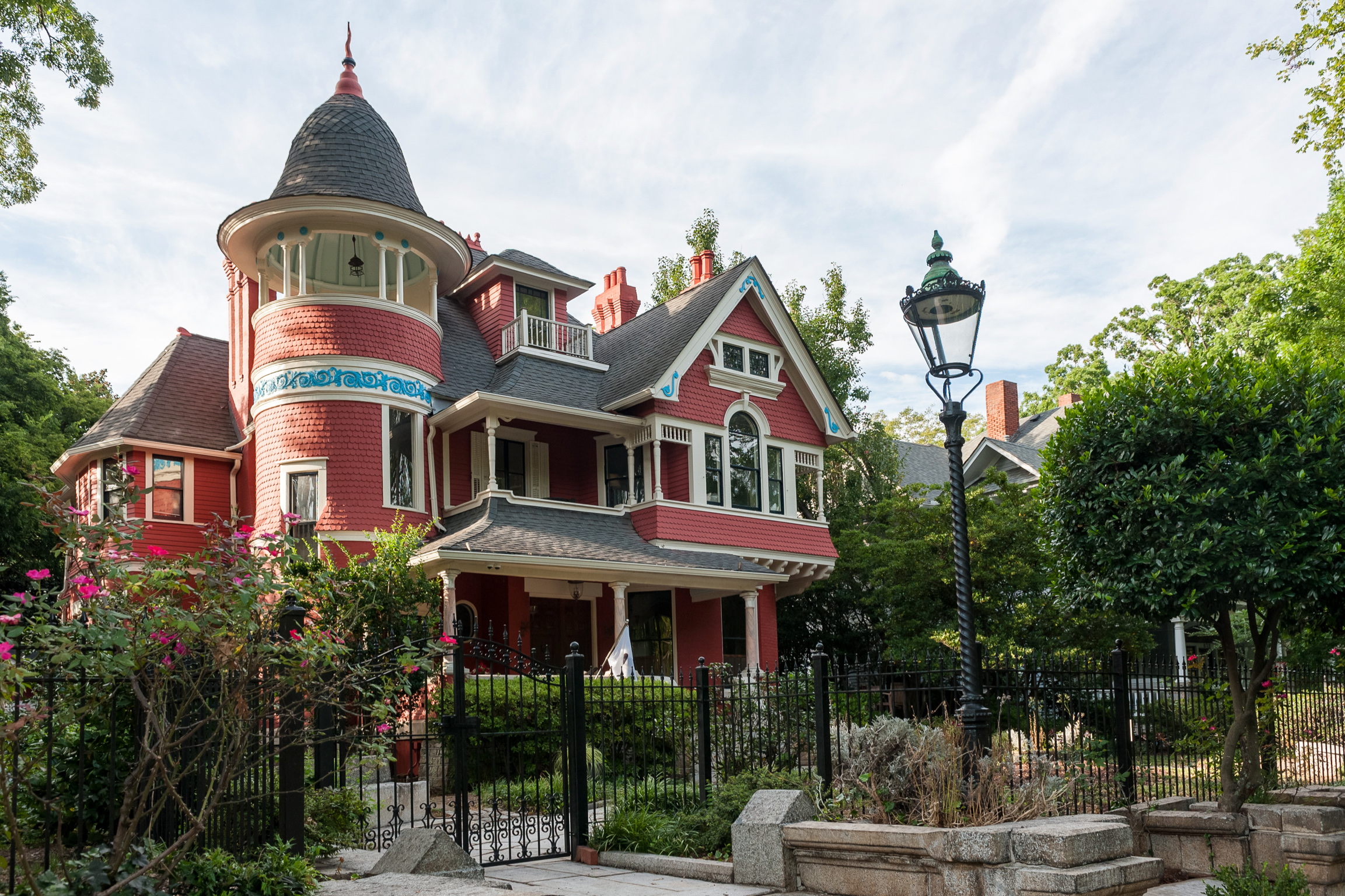
Wybudowany w 1890 Beath-Dickey House stanowi przykład architektury w stylu królowej Anny

Atlanta składa się z ponad 40 historycznych dzielnic (dystryktów), z których niemalże wszystkie zostały wpisane do amerykańskiego rejestru miejsc zabytkowych. Do najważniejszych mieszkalnych dzielnic historycznych należą: Druid Hills (z licznymi parkami projektu Fredericka Law Olmsteda), Inman Park (z wiktoriańskimi posiadłościami) oraz Virginia-Highland (z rzemieślniczymi bungalowami). Miasto podzielone jest ponadto na 25 tzw. jednostek sąsiednich, które to z kolei dzielą się na 242 oficjalnie zdefiniowane dzielnice.

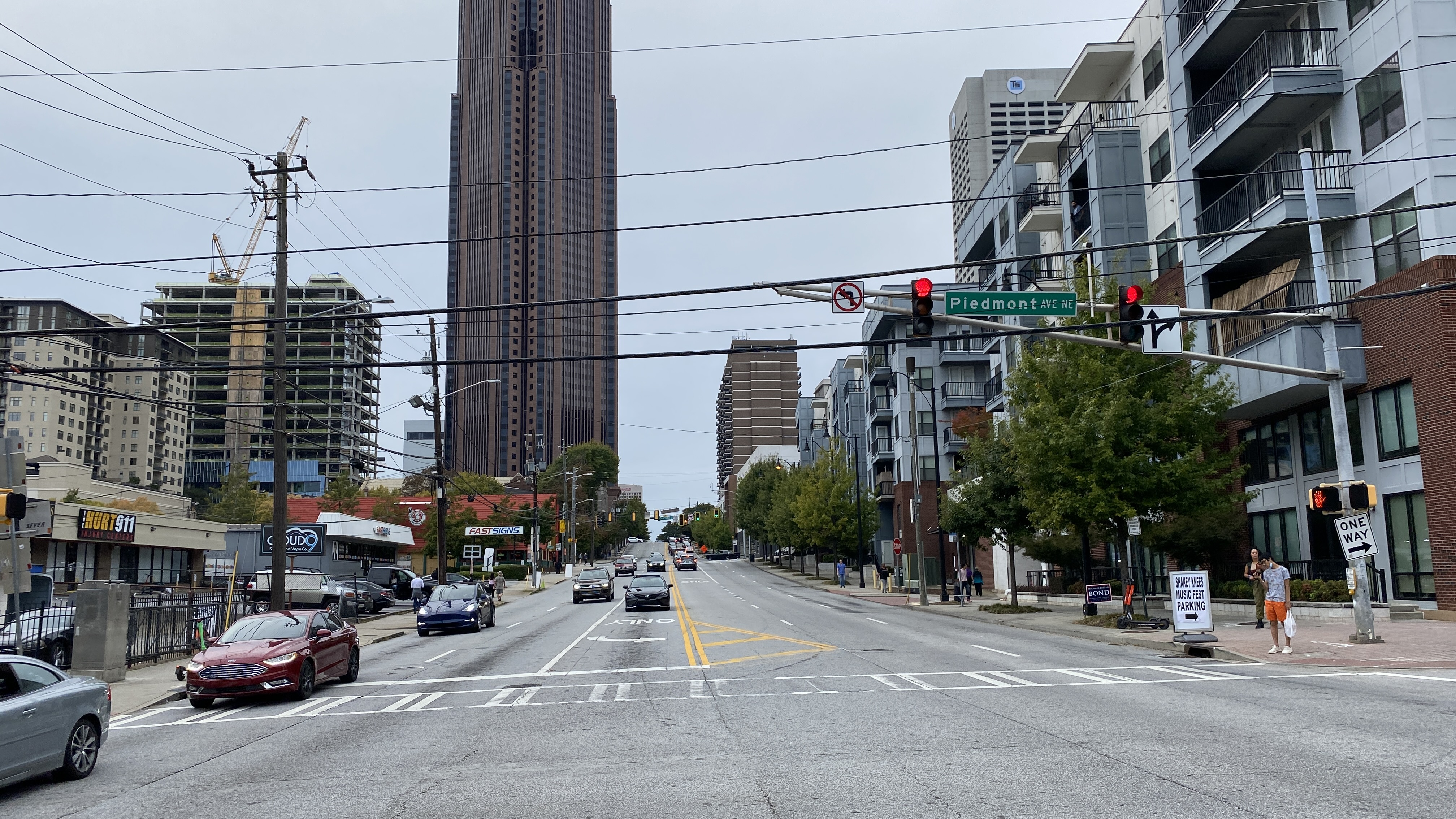
North Avenue, 2021

Najwięcej wieżowców znajduje się w trzech dzielnicach, które leżą wzdłuż ulicy Peachtree: Downtown, Midtown i Buckhead. Wokół nich znajdują się zaś dzielnice mieszkalne, złożone głównie z domków jednorodzinnych. W Downtown usytuowanych jest kilka najważniejszych drapaczy chmur w mieście, najwięcej przestrzeni biurowej w Metro Area oraz szereg urzędów miejskich. Midtown stanowi miejsce pracy dla tysięcy mieszkańców Atlanty; tutaj swoje siedziby ma między innymi wiele biur prawnych. W okresie 1990–2010 panorama miasta, złożona z wież mieszkalnych i biurowych, nabrała kształtów. Ponadto w Atlancie powstają kolejne luksusowe butiki i sąsiedztwa; Buckhead, położony w odległości 13 kilometrów od Downtown, jest zamożną dzielnicą, która ewoluowała w centrum komercyjne i finansowe miasta po otwarciu galerii Lenox Square w 1959. Wokół centrum handlowego powstały wieżowce i hotele, zaś ten komercyjny rdzeń otaczają osiedla domków jednorodzinnych, zamieszkiwanych przez osoby reprezentujące upper middle class oraz najzamożniejszych mieszkańców Atlanty.

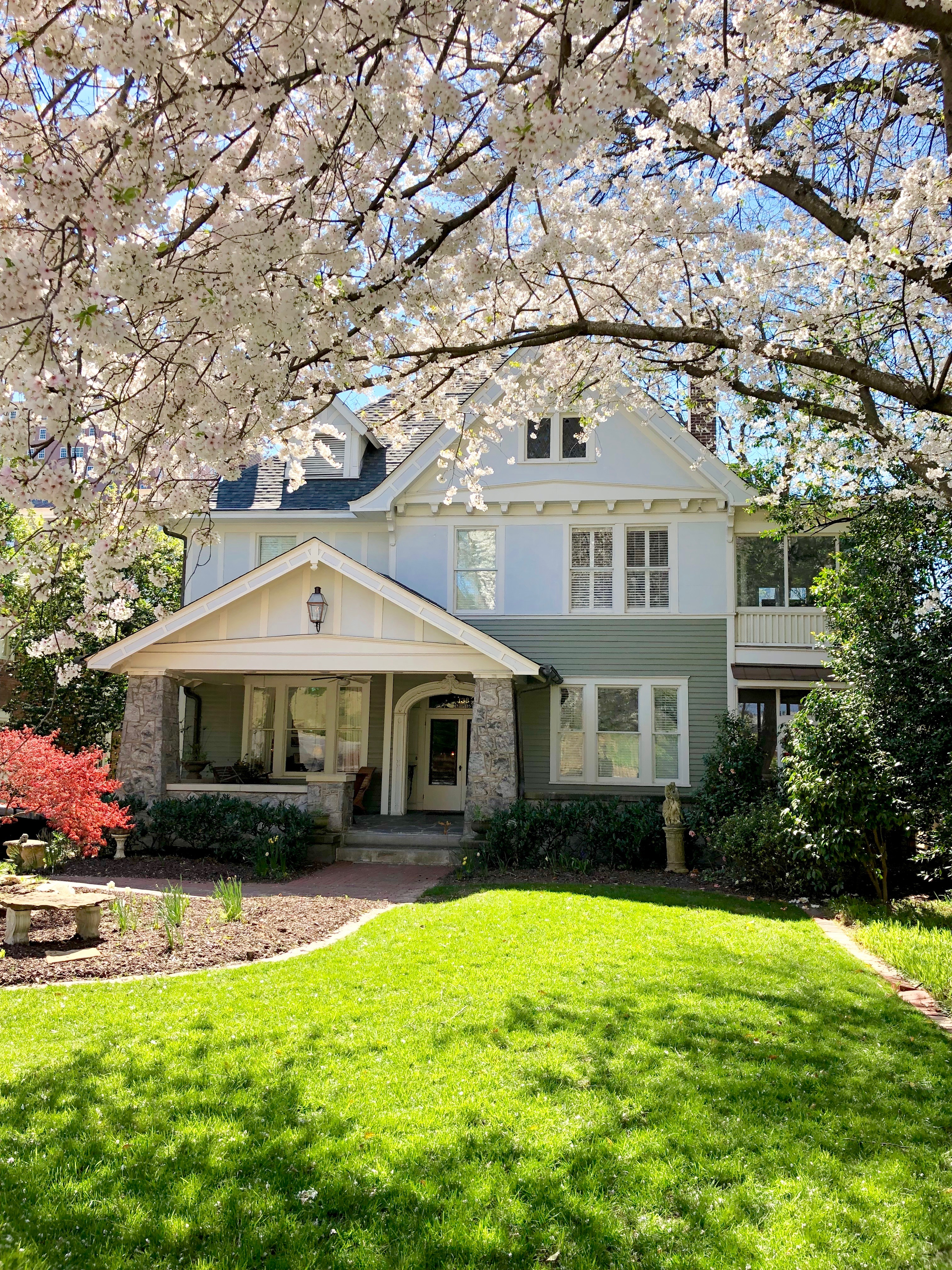
Domek z początku XX wieku w Ansley Park

Wschodnia strona miasta naznaczona jest swoją historią jako przedmieść, wybudowanych w okresie 1890–1930 z myślą o upper middle class. Każda ze znajdujących się tam dzielnic jest wyjątkowa, złożona z pojedynczych domków, otoczonych przez uliczki obsadzone drzewami i zielenią. Stare magazyny i fabryki, które istniały w West Midtown zostały przekształcone w apartamenty, przestrzeń handlową, galerie sztuki oraz restauracje. Proces gentryfikacji, wywołany Letnimi Igrzyskami Olimpijskimi z 1996, znacząco zmienił strukturę miasta. Downtown, Midtown i West Midtown były najszybciej rozwijającymi się obszarami Atlanty w okresie 2000–2010.
Dzielnice, w których dominuje ludność czarnoskóra zajmują 60% powierzchni miasta; w sekcjach północno-wschodniej, południowo-wschodniej i południowo-zachodniej w 2010 Afroamerykanie stanowili 92% populacji. W okresie powojennym, na przedmieściach południowo-zachodniej Atlanty ukształtowały się osiedla, które zamieszkiwała afroamerykańska elita. Z biegiem lat w Atlancie powstawały nowsze sąsiedztwa, w których czarnoskórzy przedstawiciele klasy średniej oraz wyższej zaczęli budować swoje domy.
W okresie 2000–2010 w północno-zachodniej (−24,1%) i południowo-wschodniej (−20,5%) Atlancie zaobserwowano gwałtowne spadki populacji, podczas gdy rozkwit przeżywały odległe, zachodnie obszary, takie jak Ben Hill, gdzie liczba mieszkańców wzrosła o 45,8%.
Ludność aglomeracji Atlanty zamieszkuje w sumie obszar 21 694 km² – większy, niż powierzchnia stanu Massachusetts. Jako że stan Georgia jest drugim pod względem liczby hrabstw w skali kraju, mieszkańcy regionu żyją w silnie zdecentralizowanej społeczności pod względem administracyjnym. W 2000 roku statystycznie mniej niż jeden na dwunastu mieszkańców aglomeracji żył w granicach miasta Atlanta.

## Demografia
Spis powszechny z 2020 wykazał, że Atlanta ma 498 715 mieszkańców, a gęstość zaludnienia wynosiła 1423 os./km². Jednakże liczba osób, które codziennie przybywają w mieście jest znacznie większa; w 2000 w Atlancie pracowało ponad 250 tysięcy osób, które nie mieszkały w granicach administracyjnych miasta. Dzięki temu, liczba osób przebywających w ciągu dnia w Atlancie zwiększała się o 62,4%, do 676 431, co stanowiło największy „dzienny” wzrost populacji spośród wszystkich miast amerykańskich poniżej 500 tysięcy stałych mieszkańców.
Średni dochód gospodarstwa domowego (dane z 2022) w Atlancie wynosi 77 655 dolarów, zaś dochód na mieszkańca 60 778 dolarów. 17,7% mieszkańców żyje poniżej relatywnej granicy ubóstwa.
Według danych pięcioletnich z 2022 roku, Afroamerykanie stanowili 47,6% populacji miasta, ludność biała 40,8% (znaczący spadek w porównaniu do 61,7% w 1960), Amerykanie o azjatyckich korzeniach 4,9%, zaś Latynosi 5,4%. 8,2% mieszkańców Atlanty urodziło się poza granicami Stanów Zjednoczonych (14,3% w obszarze metropolitalnym).
Atlanta stanowi czwarte co do wielkości centrum afroamerykańskie w Stanach Zjednoczonych i przez długi czas znana była jako „czarna mekka”, ze względu na swoją rolę siedziby afroamerykańskich elit, siły politycznej, edukacji i kultury, na czele z filmem i muzyką. Jednak od czasu lat 90. XX wieku Afroamerykanie zaczęli coraz częściej osiedlać się w podmiejskich strefach Atlanty, w wyniku czego w okresie 2000–2010 czarnoskóra populacja miasta zmalała o 31 678 osób, z 61,4% do 54% udziału w społeczeństwie. Zamiast tego, w pozostałych regionach obszaru metropolitalnego populacja afroamerykańska wzrosła gwałtownie, o 93,1%.
Poza osobami pochodzenia afroamerykańskiego, do najliczniejszych grup należą osoby pochodzenia angielskiego (8,8%), niemieckiego (6,8%), irlandzkiego (6,1%), „amerykańskiego” (4,4%) i włoskiego (3%).
W latach 2000–2020 odsetek białych w mieście znacznie wzrósł. W ciągu dwóch dekad populacja białych w Atlancie wzrosła z 33% do 39% populacji miasta. W latach 2010–2020 biali stanowili większość nowych mieszkańców Atlanty. Znacząco wzrasta odsetek osób pochodzenia azjatyckiego, oraz nieco wolniej przybywa Latynosów.
Według sondażu przeprowadzonego przez Williams Institute, Atlanta zajmuje 15. miejsce wśród największych amerykańskich miast, z 4,6% populacji metropolii identyfikującej się jako osoby LGBT.
Według danych z 2024, Atlanta zajmowała 4. miejsce pośród miast amerykańskich pod względem liczby gospodarstw domowych prowadzonych przez osoby żyjące samotnie (44,5%).

## Gospodarka

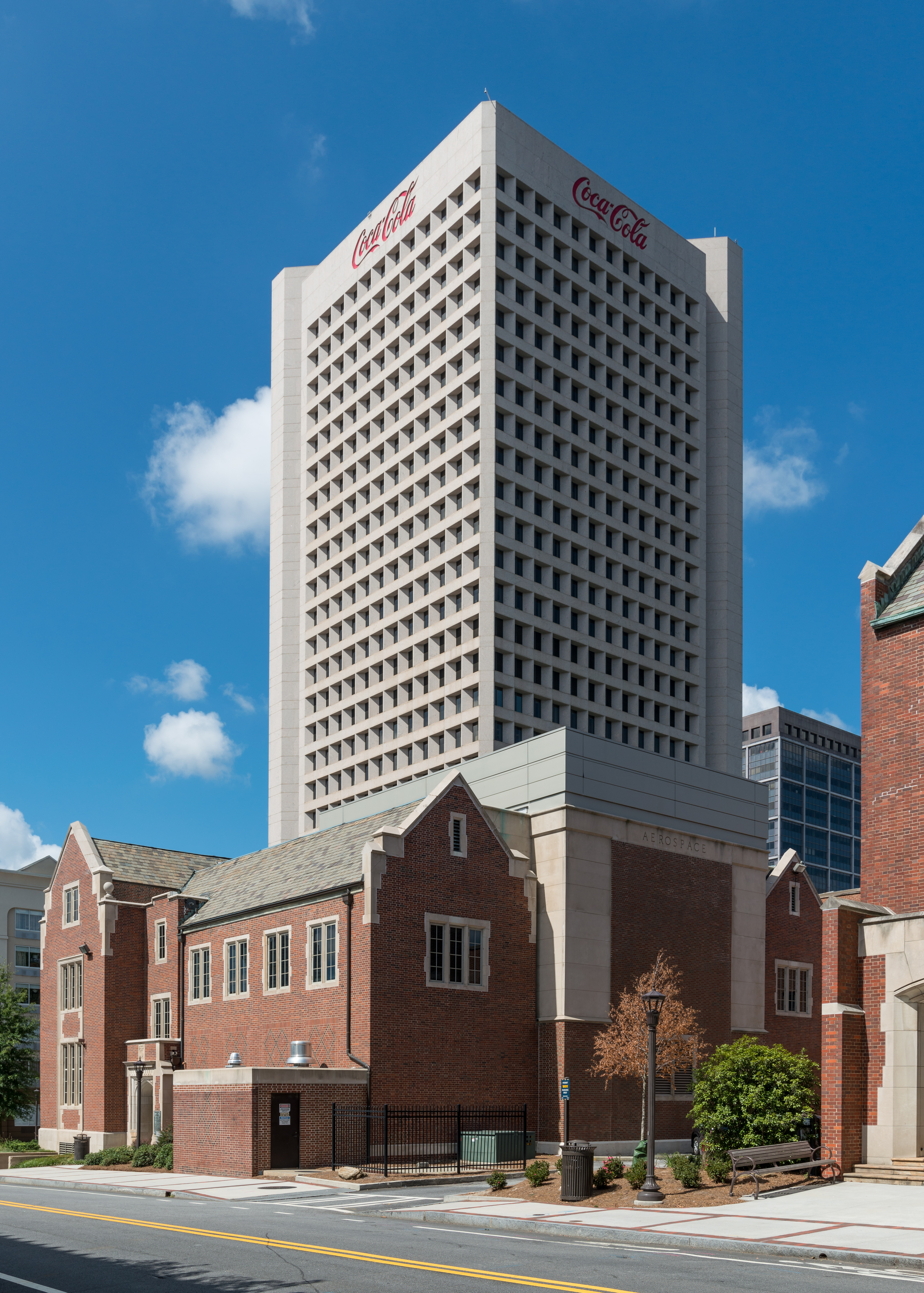
Siedziba główna The Coca-Cola Company

Atlanta zajmuje 3. miejsce na liście aglomeracji, które skupiają najwięcej korporacji z listy Fortune 500, tuż za Nowym Jorkiem i Houston. Kilka wiodących międzynarodowych firm posiada swoje centrale w Atlancie, włączając w to notowane w zestawieniu Fortune 100: Home Depot, United Parcel Service, Delta Air Lines i The Coca-Cola Company. W sumie, ponad 70% korporacji z Fortune 1000 jest w mniejszym lub większym stopniu obecnych w Atlancie. W regionie działają biura około 1300 korporacji światowych. Magazyn Forbes uznał Atlantę za jedno z elitarnych miast technologicznych na świecie, umieszczając je na trzecim miejscu wśród miast, które w najbliższej przyszłości staną się "mekkami technologii". Firma Cushman & Wakefield umieściła Atlantę na swojej liście 25 amerykańskich obszarów metropolitalnych wiodących w dziedzinie zaawansowanych technologii. Miasto zostało nazwane „Doliną Krzemową Południa”.
Linie lotnicze Delta Air Lines są największym pracodawcą regionu. Delta zarządza największym węzłem lotniczym na świecie, umiejscowionym w porcie Hartsfield-Jackson Atlanta i, wraz z węzłem konkurencyjnych AirTran Airways, pomogła zdobyć Hartsfield-Jackson tytuł najbardziej ruchliwego lotniska świata, zarówno pod względem liczby obsługiwanych pasażerów, jak i wykonywanych operacji lotniczych. Lotnisko, odkąd rozpoczęło działalność w latach 50. XX wieku, pełni kluczową rolę w gospodarczym rozwoju miasta.
Pewną rolę w skali krajowej i międzynarodowej pełni sektor finansowy Atlanty. Ameris Bank z siedzibą w Atlancie obsługuje ponad 200 centrów finansowych na południowym wschodzie. Do 2019 roku znajdowała się tutaj siedziba główna SunTrust Banks, siódmego banku amerykańskiego pod względem wielkości aktywów, przy Peachtree Street. Invesco zlokalizowane przy Spring Street, działała w 25 krajach i jest notowane na indeksie giełdowym S&P 500. Swoje siedziby w mieście posiada także regionalny oddział Systemu Rezerwy Federalnej Stanów Zjednoczonych oraz Foundation Financial Group i Federal Reserve Bank of Atlanta.
Silny rozwój przeżywa sektor biotechnologiczny w Atlancie, o czym świadczy organizacja wydarzeń pokroju Międzynarodowej Konwencji Biotechnologicznej w 2009. Działa tutaj ponad 4 tys. firm z branży nauk przyrodniczych. W Atlancie znajduje się jedna z agencji rządowych, Centers for Disease Control and Prevention, która zatrudnia 4,5 tys. pracowników (20. co do wielkości pracodawca) i zajmuje się zagadnieniami zdrowotnymi, związanymi ze środowiskiem naturalnym, środowiskiem pracy, a także szeroko pojętą profilaktyką i poprawą stanu zdrowia społeczeństwa.
Według badania z 2023 roku, Atlanta ma najniższy wskaźnik bezdomności wśród 50-ciu badanych amerykańskich metropolii. Stwierdzono także korelację, pomiędzy cenami mieszkań, które w Atlancie są stosunkowo niskie, a bezdomnością. „Typowa” wartość domu w obszarze metropolitalnym Atlanty wynosiła 325 680 dolarów.
Miasto odgrywa ważną rolę jako centrum nadawcze telewizji kablowych. Ted Turner rozpoczął budowę swojego medialnego imperium Turner Broadcasting System właśnie w Atlancie, gdzie założył siedzibę Cable News Network w CNN Center. Wraz z rozwojem jego działalności, w Atlancie powstawały kolejne stacje telewizyjne TBS. W 2008 Tyler Perry utworzył tu własne studia. Ponadto w Atlancie znajdują się siedziby EUE/Screen Gems i The Weather Channel, a także centrum dowodzenia Cox Communications, trzeciej pod względem liczby abonentów telewizji kablowej w Stanach Zjednoczonych.

## Kultura
Atlanta, mimo że geograficznie znajduje się na południu Stanów Zjednoczonych, posiada kulturę, która nie wpisuje się w klasyczne kanony stylu południowego. Pośredni wpływ na to ma fakt, że ponad połowa mieszkańców obszaru metropolitalnego Atlanty urodziła się poza granicami stanu Georgia. Kultura miasta znajduje odzwierciedlenie w kompleksie Woodruff Arts Center, w skład którego wchodzi między innymi muzeum High Museum of Art, sklepach w stylu bohemy Little Five Points, a także podczas lokalnych festiwali.

### Sztuka i rozrywka
Na przestrzeni lat w Atlancie rozkwit przeżywała muzyka, sztuka i scena teatralna; miasto stało się także najważniejszym regionalnym rynkiem telewizyjnym i filmowym.
W dziedzinie muzyki, Atlanta zyskała przydomek centrum muzyki hip-hopowej, włączając w to gatunek southern hip-hop, stanowiąc ponadto ważny ośrodek dla muzyki R&B i neo soulu. W mieście urodzili się lub mieszkają obecnie tacy artyści, jak Lil Jon, Ludacris, Usher i Kanye West. W Atlancie prężnie działa również scena gospelowa; tutaj ma miejsce coroczna ceremonia rozdania nagród Gospel Music Association Dove Awards. Ponadto wśród innych wiodących gatunków w mieście są: pop, rock, indie-rock, country, blues i jazz, włączając w to między innymi Indigo Girls oraz OutKast. W okresie od lat 20. do 50. XX wieku pracownicy okolicznego młyna, wywodzący się z regionu Appalachia, spopularyzowali w Atlancie muzykę country.
Fox Theatre to historyczny obiekt i jednocześnie jeden z najbardziej dochodowych, najpopularniejszych i najczęściej uczęszczanych teatrów w przedziale 3-5 tysięcy miejsc w Stanach Zjednoczonych. W mieście działa również kilka budynków koncertowych różnych rozmiarów, w których odbywają się koncerty światowych artystów.

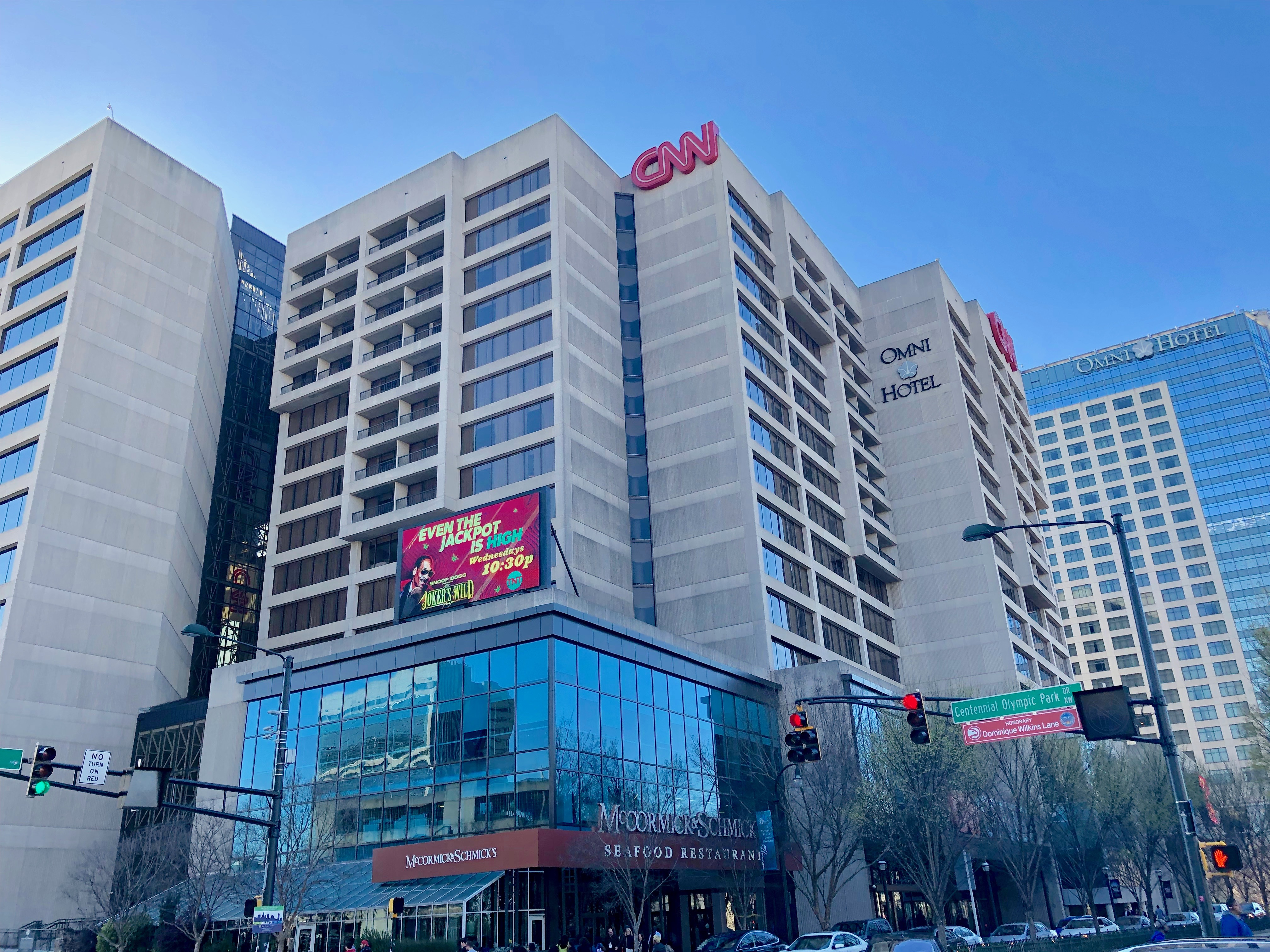
CNN Center

High Museum of Art stanowi z kolei najpopularniejsze muzeum sztuki na południu Stanów Zjednoczonych. Do innych instytucji artystycznych w mieście należą m.in.: Museum of Design Atlanta (MODA), Atlanta Contemporary Art Center, Museum of Contemporary Art of Georgia oraz Michael C. Carlos Museum, dysponujące największą kolekcją sztuki antycznej w południowo-wschodnich Stanach Zjednoczonych.
Atlanta Symphony Orchestra gra swoje koncerty w Woodruff Arts Center w Midtown, w skład którego wchodzi poza tym High Museum of Art i Alliance Theatre. Atlanta Opera i Atlanta Ballet występują zazwyczaj w Cobb Energy Performing Arts Centre, położonym na północno-zachodnim krańcu miasta.
W dziedzinie literatury, właśnie w Atlancie mieszkała Margaret Mitchell, autorka Przeminęło z wiatrem, jednej z najlepiej sprzedających się książek wszech czasów; Alfred Uhry, scenarzysta filmu Wożąc panią Daisy; a także Joel Chandler Harris, autor opowiadań dla dzieci.
Atlanta zyskała status najważniejszego centrum filmowego i telewizyjnego regionu. W mieście działają studia Tyler Perry Studios, TurnerStudios i EUE/Screen Gems, a także rozgrywa się akcja kilku popularnych produkcji, a w tym Jej Szerokość Afrodyta, Żywe trupy i Pamiętniki wampirów. Atlanta zasłynęła jako miejsce kręcenia szeregu horrorów oraz filmów o tematyce zombie; w związku z tym, magazyn Atlanta nadał jej nawet przydomek „Zombie-owej Stolicy Świata”. W Atlancie powstawał również słynny obraz Przeminęło z wiatrem, podczas gdy miejscowe CDC często uwzględniane jest w powieściach fantasy.

### Turystyka
W 2010 Atlanta była 7. miastem amerykańskim pod względem liczby odwiedzin przez turystów będących mieszkańcami Ameryki Północnej, będąc celem podróży ponad 35 milionów amerykańskich turystów rocznie, a także 12. miastem amerykańskim pod względem liczby odwiedzin przez turystów zza oceanu (712 tysięcy turystów). Jednocześnie zainteresowanie Atlantą pośród turystów ze świata wzrosło o 25% w porównaniu z 2009 rokiem, kiedy to odwiedziło ją 520 tysięcy gości.
Do najpopularniejszych atrakcji miasta należą liczne muzea Atlanty, a zwłaszcza High Museum of Art, obiekty historyczne, związane z działalnością Martina Luthera Kinga (w tym Kościół Baptystów Ebenezer), Georgia Aquarium (największe kryte akwarium na świecie), a także World of Coca-Cola. Do innych muzeów w mieście zaliczyć można m.in.: Muzeum Michaela C. Carlosa na kampusie Uniwersytetu Emory, Booth Museum, Atlanta Cyclorama & Civil War Museum, Carter Center and Presidential Library oraz Margaret Mitchell House and Museum (gdzie Mitchell napisała powieść Przeminęło z wiatrem). W Atlancie istnieją również muzea skierowane przede wszystkim do dzieci, takie jak Fernbank Science Center i Imagine It! The Children’s Museum of Atlanta.
W Atlanta Botanical Garden, położonym tuż obok Piedmont Park, znajduje się jedyna w Stanach Zjednoczonych podwieszana ścieżka spacerowa, sięgająca poziomu koron (o długości 180 metrów). Z kolei Zoo Atlanta jest jednym z zaledwie trzech zoo w kraju, które zamieszkują pandy wielkie.
Otwarcie w sierpniu 2017 r. stadionu Mercedes-Benz, na którym odbywają się mecze zarówno drużyny futbolu amerykańskiego Atlanta Falcons, jak i drużyny piłkarskiej Atlanta United FC, przyczyniło się do kolejnego wzrostu turystyki w mieście. Według danych z 2019, Atlanta wskoczyła na 4. miejsce pod względem najczęściej odwiedzanych miast w USA, z liczbą 57 milionów turystów.

### Kuchnia
Kuchnia Atlanty obejmuje jednocześnie lokalne, południowe wpływy oraz znacznie szersze inspiracje. W mieście działają zarówno najwyższej klasy luksusowe restauracje, jak i restauracje specjalizujące się w kuchni poszczególnych krajów wzdłuż Buford Highway oraz tradycyjne, południowe jadłodajnie.

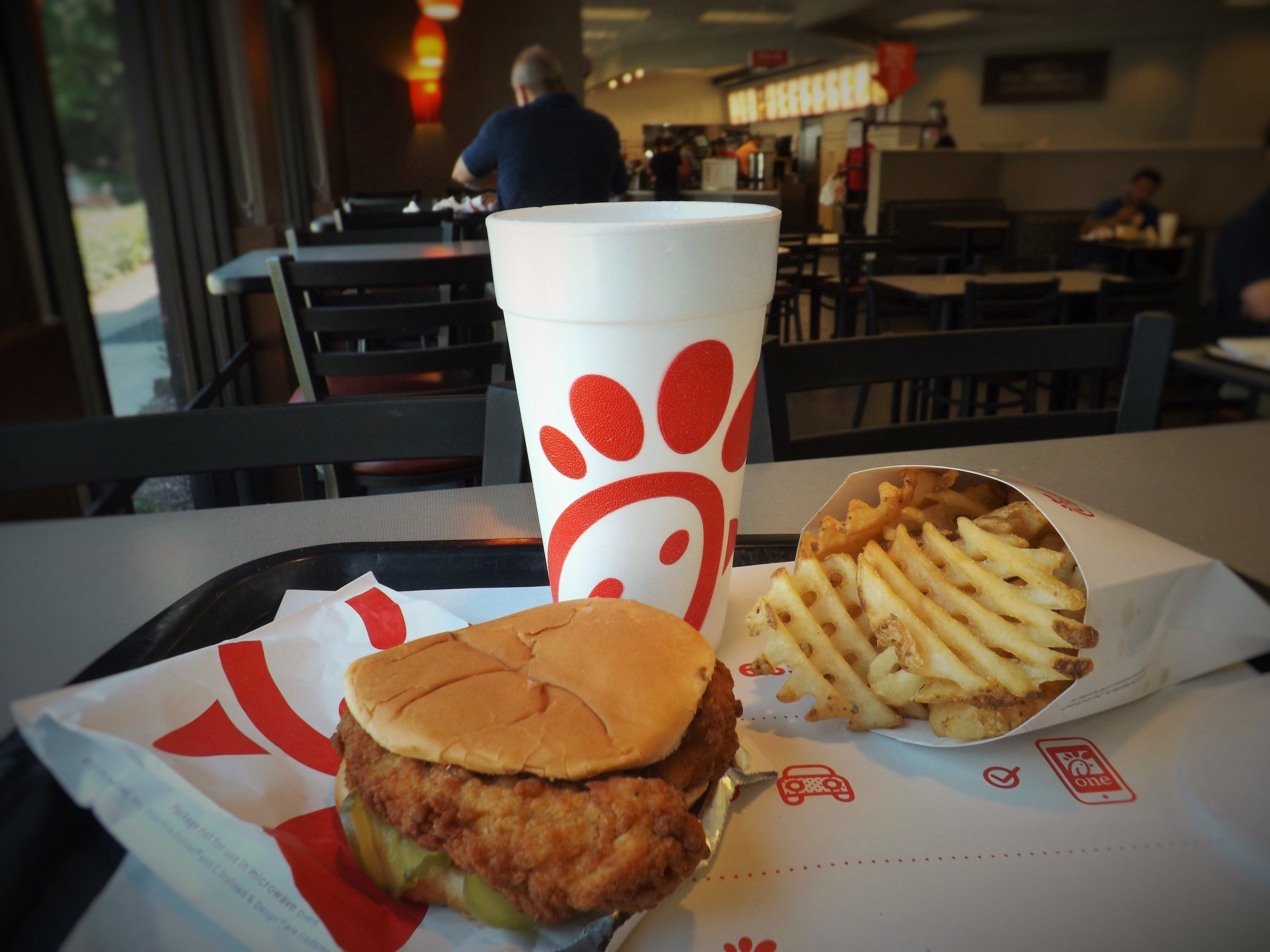
Posiłek w Chick-fil-A

Od początku XXI wieku Atlanta zaczęła przekształcać się w miasto dysponujące wyszukanymi, ekskluzywnymi restauracjami. Wiele z nich rozpoczęło działalność w dzielnicach, które przechodziły procesy gentryfikacji. New York Times uznał w 2011, że dwie z nich, Empire State South i Miller Union, „odzwierciedlają nowy rodzaj wyrafinowanej, południowej wrażliwości, skupionej wokół klimatu farm, ale i doświadczonej w miejskim stylu”.
Buford Highway, rozciągająca się od dzielnicy Buckhead do hrabstwa Gwinnett, stanowi skupisko międzynarodowej kuchni w regionie, z etnicznymi restauracjami, serwującymi dania wietnamskie, hinduskie, kubańskie, koreańskie, meksykańskie, chińskie oraz etiopskie.
Swoją siedzibę w Atlancie ma Chick-fil-A, restauracja typu fast food i największa sieć specjalizująca się w kanapkach z kurczakiem. Mimo wielu kontrowersji, które można by określić jako homofobiczne, sieć znana jako „chrześcijańska” cieszy się najwyższą sprzedażą w przeliczeniu na sklep, spośród wszystkich sieci fast foodów w Stanach Zjednoczonych.
Jednym z najstarszych lokali restauracyjnych w Atlancie jest otwarty w 1928 The Varsity, czyli największa na świecie pod względem zajmowanej powierzchni restauracja fast foodowa.

### Religia

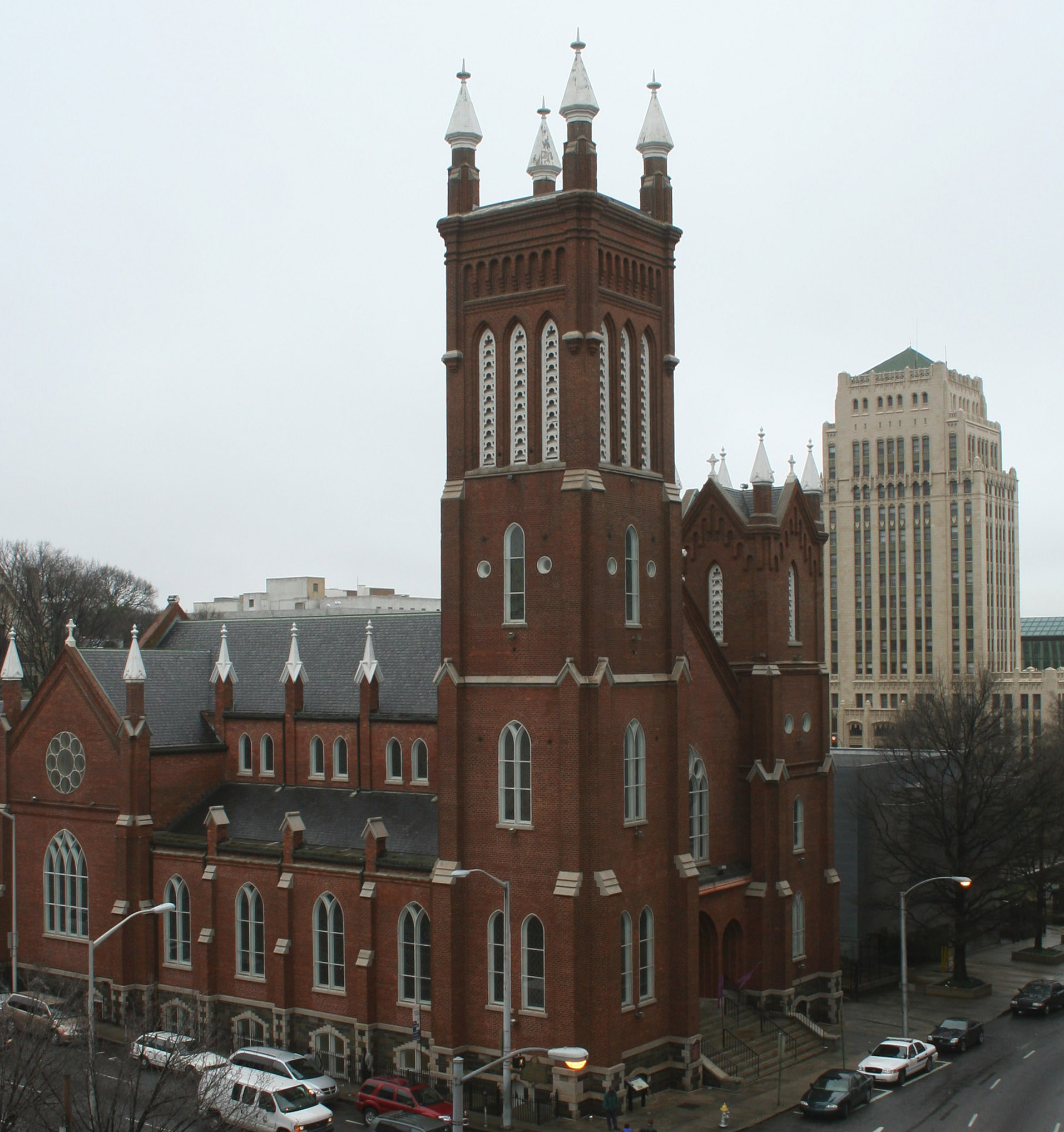
Rzymskokatolickie Sanktuarium Niepokalanego Poczęcia (1869), najstarszy kościół w Atlancie

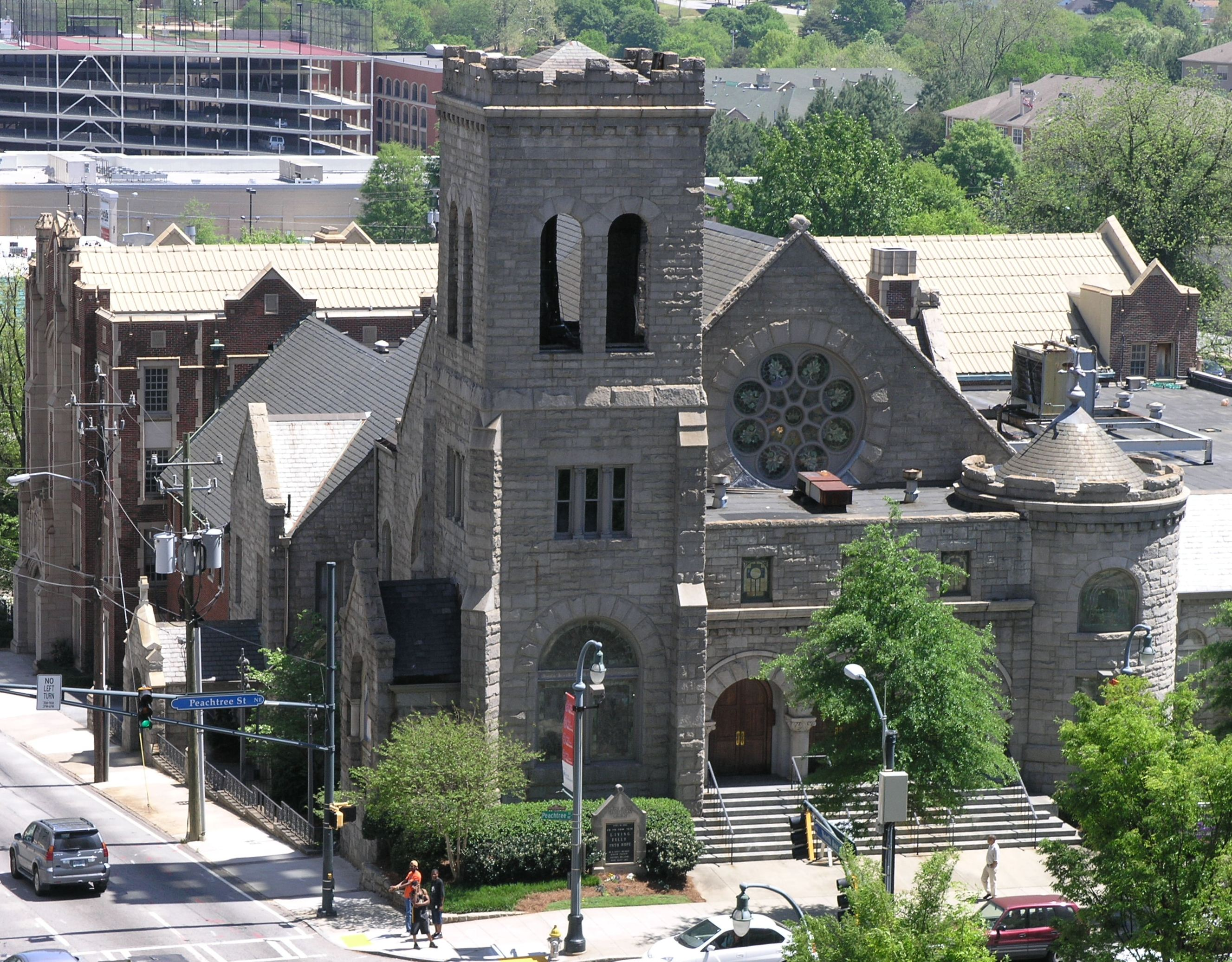
Kościół Prezbiteriański na południowo-wschodnim narożniku North Avenue

W Atlancie istnieje więcej jak tysiąc miejsc kultu. Większość mieszkańców to protestanci, a miasto jest historycznym centrum dla kilku wyznań protestanckich, w tym afroamerykańskich. Według spisu z 1980 roku największe członkostwo deklarowali: Południowa Konwencja Baptystów (496,6 tys.), Zjednoczony Kościół Metodystyczny (206,6 tys.), Kościół katolicki (81 tys.), Kościół Prezbiteriański USA (55,8 tys.), Kościoły Chrystusowe (51,3 tys.), Kościół Episkopalny (28,8 tys.) i Kościół Boży (20,1 tys.).
Atlanta jest także siedzibą katolickiej archidiecezji Atlanty. Główną świątynią jest Cathedral of Christ the King (Katedra Króla Chrystusa), a arcybiskupem – Gregory Hartmayer. Populacja katolicka w obszarze metropolitalnym Atlanty wzrosła z 393,4 tys. w 2010, do 653,9 tys. osób w 2020 roku. Gwałtowny wzrost katolików spowodowany jest napływem latynoskich imigrantów i ludzi z wnętrza kraju. W 2020 liczba parafii wzrosła do 82. W obrębie archidiecezji istnieje ponadto kilka parafii Katolickich Kościołów wschodnich.
Historyczne wyznania protestanckie straciły w ostatnich latach na znaczeniu, na rzecz megakościołów i innych kościołów ewangelikalnych, głównie bezdenominacyjnych. Podobnie jak Dallas i Houston leżące w tzw. pasie biblijnym, Atlanta należy do miast charakteryzujących się największą liczbą megakościołów w przeliczeniu na mieszkańca. Głównym kierunkiem protestanckim Atlanty wciąż jednak pozostaje baptyzm, który obejmuje takie związki wyznaniowe, jak: Południowa Konwencja Baptystów, Narodowa Misyjna Konwencja Baptystyczna Ameryki, Narodowa Konwencja Baptystyczna USA, czy Progresywna Narodowa Konwencja Baptystyczna. Inne znaczące denominacje protestanckie obejmują: Afrykański Kościół Metodystyczno-Episkopalny, Kościół Adwentystów Dnia Siódmego, Zbory Boże, Kościół Wesleyański, czy Kościół Prezbiteriański w Ameryce.
Oprócz tego, na terenie Atlanty działają świadkowie Jehowy (73,1 tys. w 2020), Kościoła Jezusa Chrystusa Świętych w Dniach Ostatnich (50 tys.), Etiopski Kościół Ortodoksyjny (4,5 tys.), Grecka Prawosławna Archidiecezja Ameryki (3,5 tys.), oraz kilka mniejszych kościołów wschodnich.
Oprócz wiary chrześcijańskiej, w Atlancie mieszkają także wyznawcy innych religii. Na terenie aglomeracji mieszka nieznacznie rosnąca społeczność żydowska, którą w 2019 roku oszacowano na ok. 135 tysięcy osób. Ponadto gwałtownie rosną populacje muzułmanów (115,7 tys.) i hinduistów (41 tys.). Mniejsze społeczności obejmują buddystów (13,2 tys.) i bahaistów (5,2 tys.).
Według badania z 2024 roku, 42,3% mieszkańców stwierdziło, że nigdy nie uczęszcza do domów modlitwy lub odwiedza je rzadziej niż raz w roku. Daje to Atlancie jeden z najwyższych wskaźników religijności wśród największych amerykańskich aglomeracji.

### Język i dialekt
Według danych z 2022 roku, 89% populacji miasta posługiwało się w domu wyłącznie językiem angielskim (81,4% w obszarze metropolitalnym), 4,1% hiszpańskim, 3,2% innym językiem europejskim, zaś 2,7% językami azjatyckimi.
Tradycyjny dialekt z regionu Atlanty stanowi wariację południowoamerykańskiej odmiany języka angielskiego. Rzeka Chattahoochee uformowała naturalną granicę pomiędzy dwoma popularnymi dialektami: tzw. Coastal Southern i Southern Appalachian. Generalnie akcenty południowe są mniej rozpowszechnione wśród ludności białej, młodszych osób oraz na osiedlach mieszkalnych niedaleko centrum, podczas gdy częściej posługują się nimi osoby starsze oraz mieszkańcy bardziej odległych od śródmieścia dzielnic; ten akcent koegzystuje obok południowych wersji afroamerykańskiej odmiany języka angielskiego.

## Sport

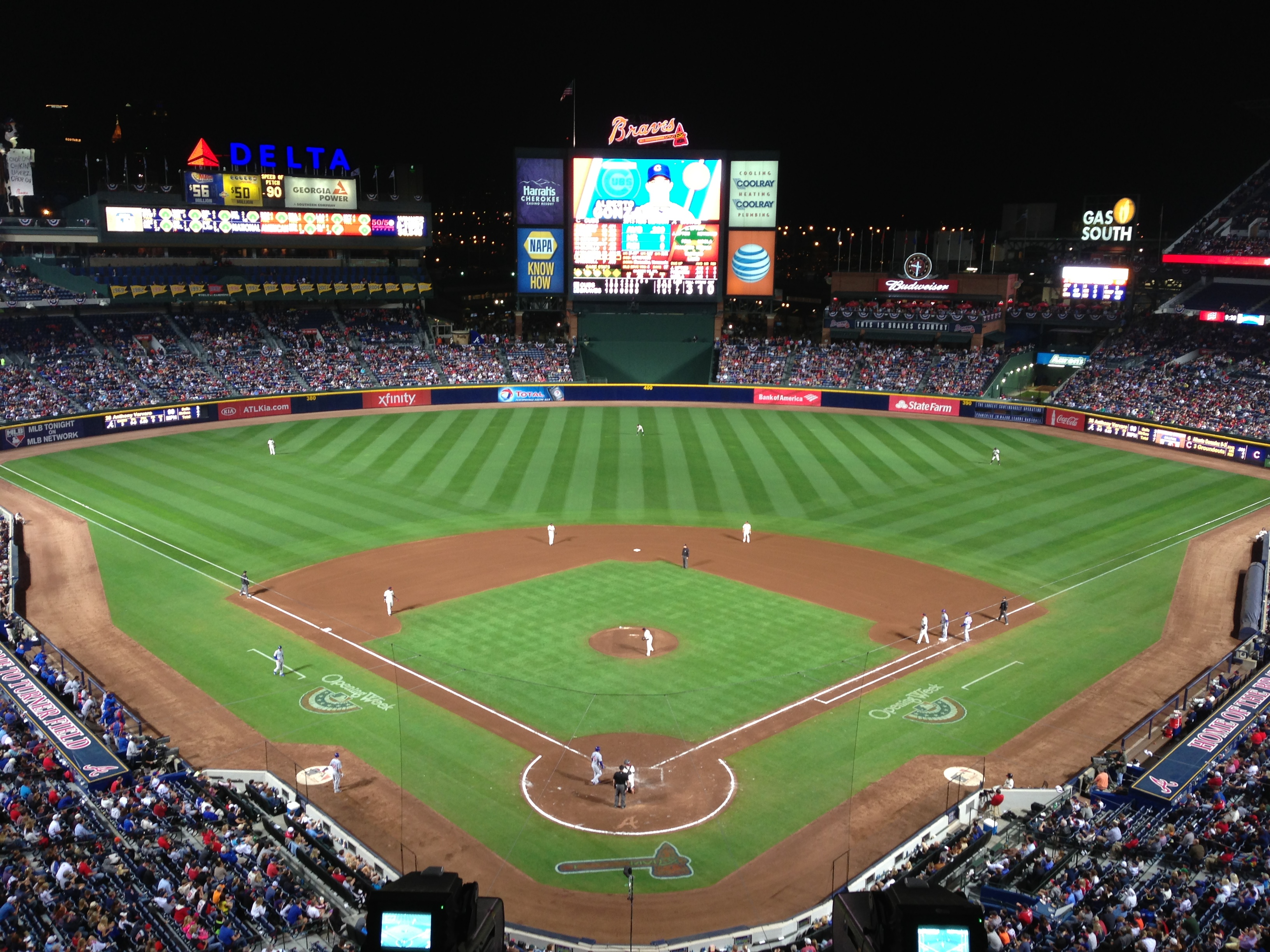
Stadion Turner Field

Atlanta Braves z Major League Baseball (MLB) rozpoczęła działalność w 1871 jako Boston Red Stockings i obecnie stanowi najstarszą zawodową, nieprzerwanie funkcjonującą drużynę sportową w Stanach Zjednoczonych. The Braves czterokrotnie wygrali World Series w 1914, 1957, 1995 i 2021, a także mają na swoim koncie bezprecedensowych, kolejnych 14 zwycięstw w dywizji (1991–2005).
Atlanta Falcons z National Football League (NFL) gra w Atlancie od 1966, a domowy obiekt drużyny stanowi od 2017 roku Mercedes-Benz Stadium (wcześniej Georgia Dome). Falcons sześciokrotnie zwyciężyła w dywizji (1980, 1998, 2004, 2010, 2012, 2016), zaś dwukrotnie wystąpiła w finale Super Bowl, wpierw w 1999, następnie w 2017 – oba przegrywając.
Stadion Mercedes-Benz jest też jednym z 16 obiektów przygotowanych na Mistrzostwa Świata w Piłce Nożnej 2026. Piłka nożna w Atlancie zyskała silnie na popularności od 2017 roku, gdy Atlanta United dołączyła do Major League Soccer (MLS). Następnie zostali mistrzami MLS Cup w sezonie 2018 i mistrzami U.S. Open Cup w roku 2019.
Atlanta Hawks reprezentuje miasto w lidze National Basketball Association (NBA) od 1969, zaś Atlanta Dream w Women’s National Basketball Association (WNBA). Miasto nie posiada swojego przedstawiciela w National Hockey League (NHL).
Drużyny atletyczne Georgia State Panthers (dosłownie: Pantery stanu Georgia) reprezentują 16 międzyuczelnianych sportów, rywalizując w 1 lidze, od 2013 jako członkowie Sun Belt Conference. Georgia Tech Yellow Jackets uczestniczą w 17 międzyuczelnianych sportach, występując w Atlantic Coast Conference.

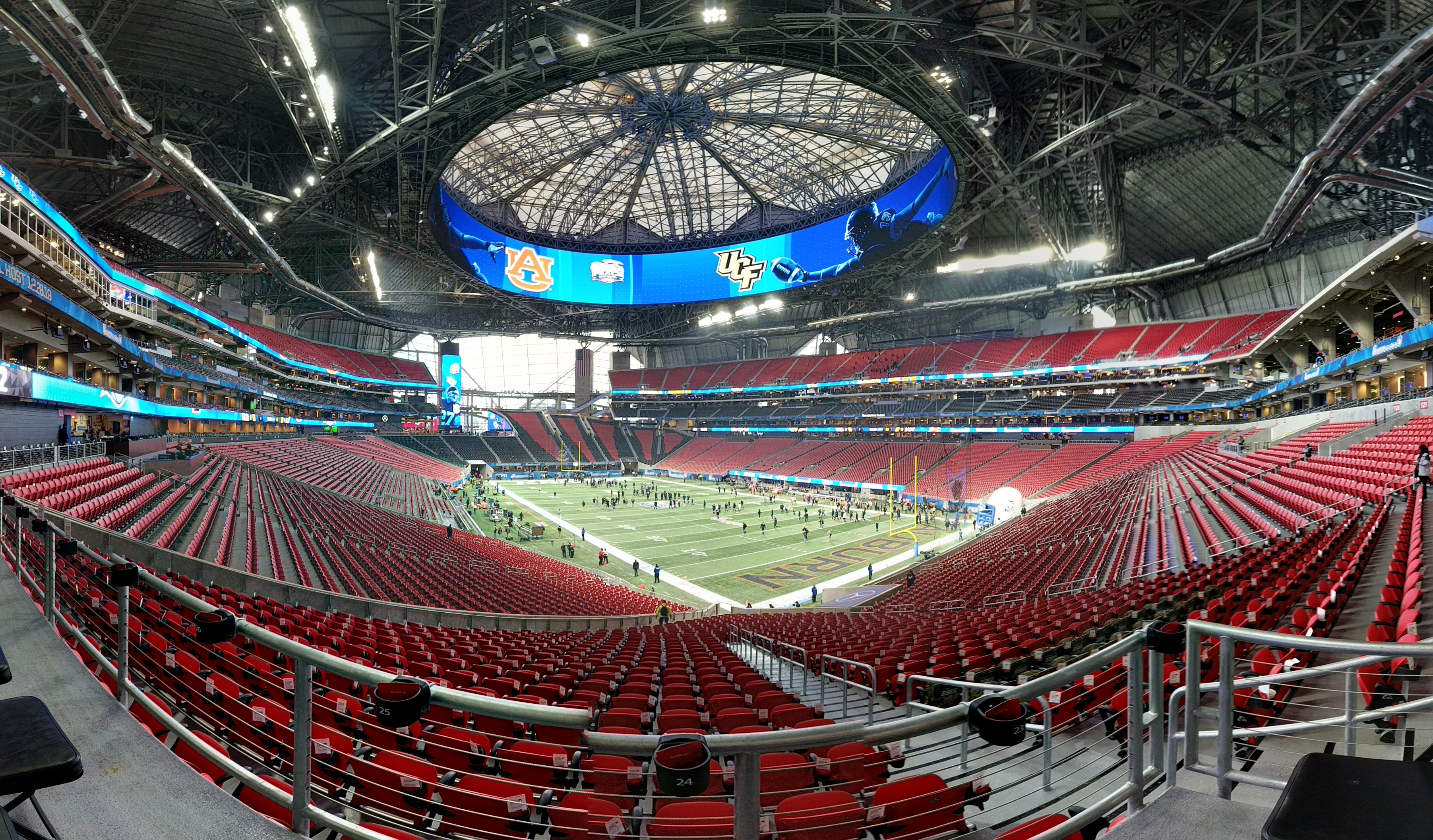
Wnętrze otwartego w 2017 – Mercedes-Benz Stadium

W Atlancie odbyły się Letnie Igrzyska Olimpijskie 1996, a także finały Super Bowl XXVIII (1994), Super Bowl XXXIV (2000) i Super Bowl LIII (2019). Miasto organizuje ponadto coroczny mecz futbolu akademickiego o nazwie Peach Bowl, rozgrywany już po zakończeniu właściwego sezonu, i Peachtree Road Race, czyli największy bieg uliczny na świecie (o długości 10 kilometrów). Klub golfowy East Lake od 2004 roku jest stałym gospodarzem zawodów PGA Tour.
Do lokalnych torów wyścigowych należą Atlanta Motor Speedway (tor NASCAR) oraz Road Atlanta.
W Atlancie urodzili się: sprinterka Gabrielle Thomas, mistrz olimpijski w pchnięciu kulą Adam Nelson i medalista olimpijski w biegu na 400 metrów Antonio McKay. Wychował się tutaj zawodowy bokser Evander Holyfield, oraz przez większość życia mieszkał baseballista Hank Aaron.

## Parki i rekreacja
Jak na centralne miasto dziewiątego pod względem wielkości obszaru metropolitalnego w Stanach Zjednoczonych, Atlanta zaskakuje bujnością drzew–magnolii, dereni, sosen południowych oraz wspaniałych dębów.

343 parki miejskie, rezerwaty przyrody i ogrody zajmują łączną powierzchnię 3622 hektarów (14,66 km²). Piedmont Park, symbol zielonej przestrzeni miasta, został poddany gruntownym przebudowom i rozbudowom w 2010. Park ten przyciąga osoby z całego regionu, będąc ponadto miejscem organizacji szeregu wydarzeń kulturalnych. Centennial Olympic Park jest najważniejszym parkiem w centrum miasta, podczas gdy pobliski Woodruff Park ma wiodącą rolę w dzielnicy finansowej. W Grant Park działa miejskie zoo, a także wystawy cykloram, podczas gdy w Chastain Park w dzielnicy Buckhead zbudowany jest amfiteatr. W północno-zachodniej sekcji miasta znajduje się natomiast Chattahoochee River National Recreation Area.
W Atlanta Botanical Garden, przylegającym do Piedmont Park, znajduje się podwieszana, jedyna w Stanach Zjednoczonych ścieżka turystyczna sięgająca poziomu koron drzew.
BeltLine, dawny korytarz kolejowy, tworzy 35-kilometrową pętlę wokół rdzenia Atlanty, która obecnie przekształcana jest w wielofunkcyjną ścieżkę dla pieszych i rowerzystów, której kilka segmentów działało już w 2012. Projekty powiązane z BeltLine zwiększą zieloną powierzchnię miasta o 40%, włączając w to nowy Westside Park, czyli największy park w Atlancie. Za BeltLine, a także inne ścieżki dla pieszych i rowerzystów odpowiada PATH Foundation.
Począwszy od dzielnicy biznesowej, w Atlancie nad ulicami rozpościera się baldachim drzew, który dociera aż do przedmieść miasta. Między innymi z tego powodu jest ona określana mianem „miasta w lesie”; zadrzewione jest w sumie 36% powierzchni miasta, czyli najwięcej spośród wszystkich najważniejszych miast amerykańskich. Każdego kwietnia, gdy rozpoczyna się okres rozkwitu dereni, w Atlancie odbywa się festiwal sztuki i rzemiosła Atlanta Dogwood Festival.

## Władze miasta
W Atlancie obowiązuje system rządów burmistrz-rada miejska, złożona z 15 członków, reprezentujących 12 dystryktów. Burmistrz ma prawo zawetować ustawę przyjętą przez radę, jednak rada może odrzucić to weto większością 2/3 głosów swoich członków. Od 3 stycznia 2022 r. funkcję burmistrza miasta pełni André Dickens.
Każdy kolejny burmistrz miasta, począwszy od 1973, jest czarnoskóry. W 2001 Shirley Franklin została pierwszą kobietą-burmistrzem w historii Atlanty, a zarazem pierwszą Afroamerykanką na tym stanowisku w ważnym południowym mieście. Reputacja polityków miejskich została poważnie nadszarpnięta zarzutami o korupcję za rządów burmistrza Billa Campbella w latach 90. Campbell został w 2006 uznany przez sąd federalny winnym popełnienia trzech przestępstw podatkowych i skazany na karę 30 miesięcy pozbawienia wolności.

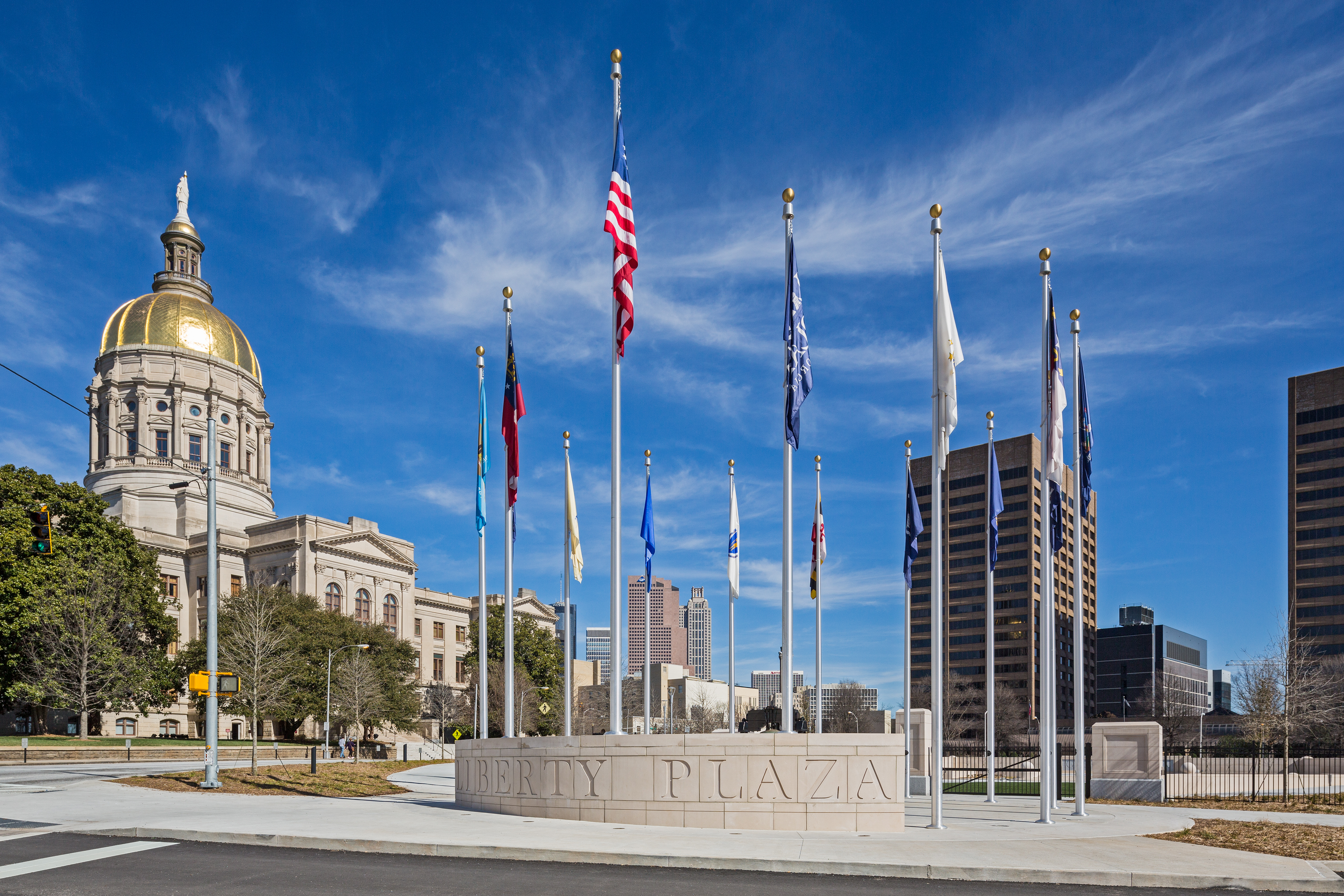
Plac Wolności w tle z Kapitolem stanu Georgia

Jako stolica stanu, Atlanta mieści większość z przedstawicielstw władz stanowych. W położonym w centrum Georgia State Capitol urzęduje gubernator, gubernator porucznika, sekretarz stanu oraz walne zgromadzenie. W mieście znajdują się ponadto cztery ważne budynki federalne, a także Sąd Apelacyjny Stanów Zjednoczonych dla jedenastego Okręgu, Sąd Rejonowy Stanów Zjednoczonych dla Północnego Okręgu Georgii i Bank Rezerwy Federalnej.
Atlanta stanowi historyczną ostoję Partii Demokratycznej. Pomimo że wybory samorządowe są oficjalnie bezpartyjne, niemalże wszyscy wybrani oficjele byli znani jako zwolennicy Demokratów. Oddalone przedmieścia głosują przeważnie na Partię Republikańską.

### Przestępczość
Wskaźniki przestępczości malały w pierwszej dekadzie XXI wieku w całych Stanach Zjednoczonych, jednak w Atlancie tempo było dwukrotnie wyższe, niż w skali krajowej.
Przestępczość przeciwko mieniu stale spadała w latach 2009–2023. Jednak wskaźnik zabójstw w latach 2009–2018 utrzymywał się na stałym poziomie, po czym nastąpił gwałtowny wzrost w latach 2019 i 2020, a w 2021 r. nie nastąpiła zauważalna poprawa. Liczba gwałtów w Atlancie wzrosła o 236%, a morderstw o 43% w 2022 r..
Atlanta ma szczególne trudności z kontrolowaniem rosnącego wskaźnika zabójstw, co zapewniło jej 22. miejsce na liście najbardziej śmiercionośnych miast w Stanach Zjednoczonych sporządzonej przez stację CBS. Wskaźnik zabójstw w Atlancie wynosi 19,53 na 100 000. Do najbardziej brutalnych dzielnic zalicza się: Mechanicsville, Grove Park, Adair Park, Vine City i West End – wszystkie w hrabstwie Fulton lub w sąsiedztwie. Odkąd w 2018 r. zaczął się wzrost liczby brutalnych przestępstw, w Atlancie nie było roku, w którym odnotowano mniej niż 80 morderstw, a w porównaniu ze średnią z poprzedniej dekady zamordowano dodatkowe 217 osób. Całkowita liczba morderstw w Atlancie w 2022 r., wynosząca 170, była najwyższa w mieście od 1996 r..
W 2023 r. wskaźnik przestępczości z użyciem przemocy w mieście wyniósł 55,6 na 10 000 mieszkańców, co i tak oznacza znaczący spadek od 2009 roku, gdy wynosił 125,3. Przestępczość w Atlancie jest średnio dwa razy wyższa, niż średnia krajowa i stanowa. Według ankiety Metro Atlanta Speaks z 2023 roku, największa liczba (32,3%) mieszkańców uznała przestępczość za największy problem, przed którym region stoi. Za porządek i bezpieczeństwo w mieście odpowiada ponad 2000 funkcjonariuszy Atlanta Police Department.

## Edukacja

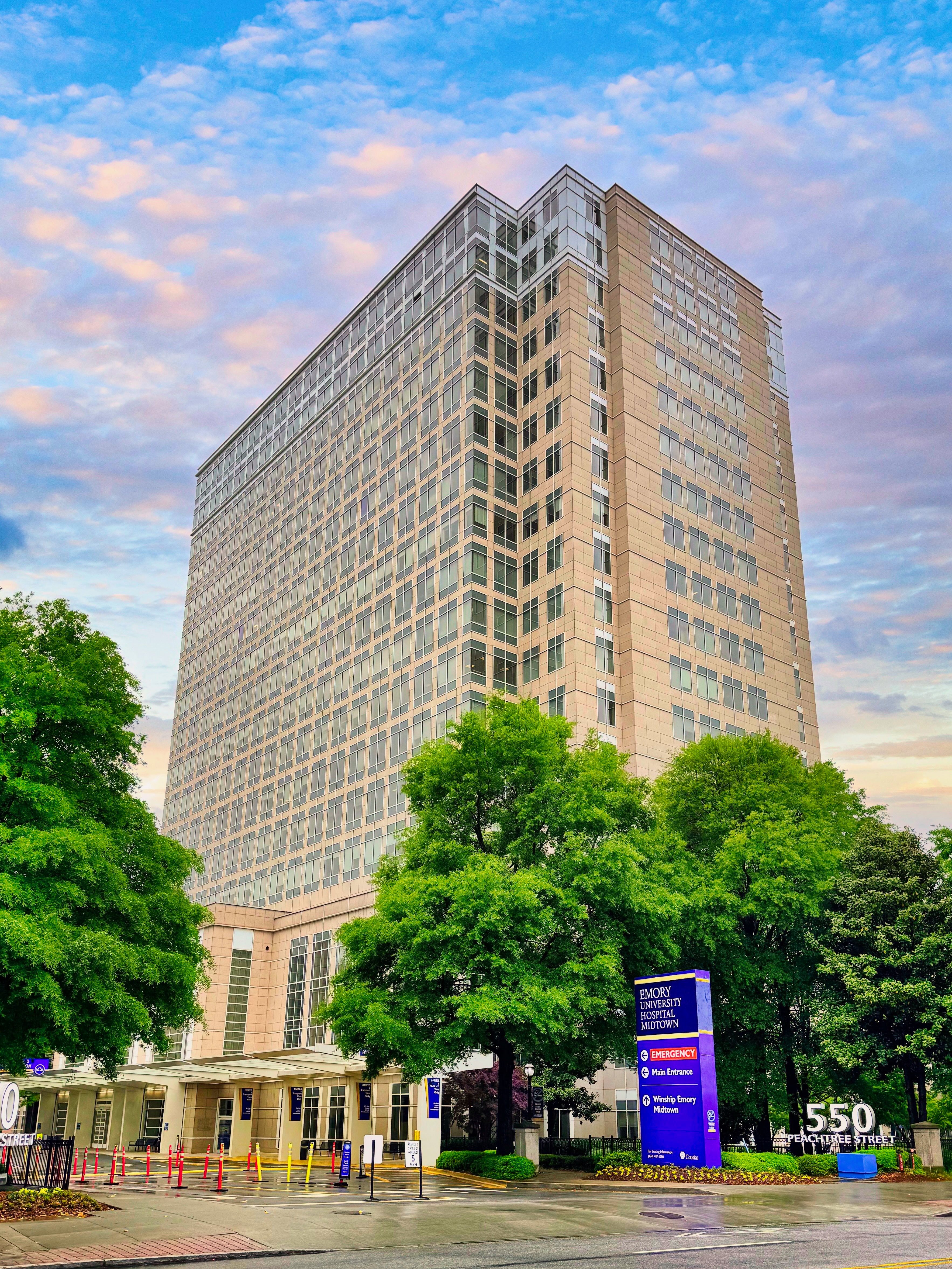
Szpital Uniwersytecki Emory University

W Atlancie znajduje się 57 szkół wyższych i uniwersytetów, na czele z Emory University, uznanym przez magazyn U.S. News & World Report za jeden z dwudziestu najlepszych uniwersytetów amerykańskich; Georgia Institute of Technology, czyli uczelnią badawczą, wyróżnioną przez U.S. News & World Report wśród dziesięciu najlepszych uniwersytetów publicznych w kraju; Georgia State University; działający w Atlancie kampus Savannah College of Art and Design, czyli prywatnej uczelni związanej ze sztuką; kampus Mercer University; oraz Atlanta University Center.
Z kolei do znaczących college’ów i uniwersytetów na obszarze metropolitalnym Atlanty zaliczyć można m.in.: Oglethorpe University, Agnes Scott College i Kennesaw State University, czyli trzeci pod względem wielkości uniwersytet w stanie Georgia.
Szkoły publiczne w Atlancie, do których uczęszcza ok. 50 tysięcy uczniów, wchodzą w skład systemu Atlanta Public Schools. W 2009 doszło do wybuchu wielkiego skandalu; okazało się bowiem, że 178 osób (nauczycieli i dyrektorów) z 44 z 56 szkół wchodzących w skład APS poprawiało błędne odpowiedzi uczniów podczas testów o skali stanowej i krajowej. Podobnie jak w większości miast amerykańskich, również w Atlancie funkcjonuje szerokie grono szkół prywatnych.
Szkoły wyższe i uniwersytety w regionie Atlanty tworzą 130 tysięcy miejsc pracy.

## Transport

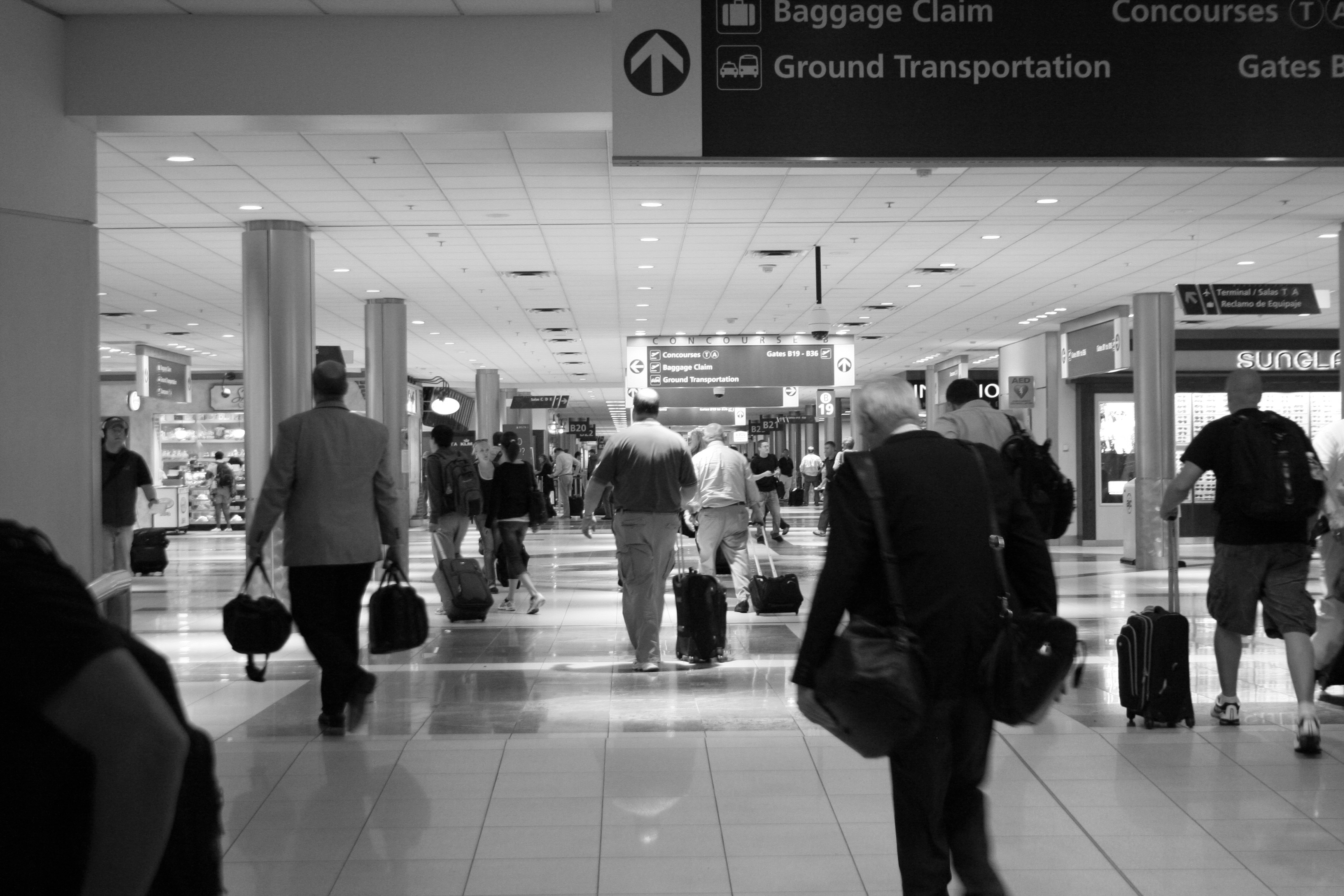
Jeden z terminali portu lotniczego Atlanta Hartsfield-Jackson

Transport na terenie Atlanty obejmuje kompleksową infrastrukturę kilku różnych systemów, włączając w to 4 linie metra, 113 tras autobusowych, 1600 licencjonowanych taksówek, rozbudowaną sieć autostrad, porty lotnicze, a także ponad 45 mil ścieżek rowerowych.
Atlanta była pierwotnie miastem kolejowym i do dziś pozostaje znaczącym węzłem kolejowym, mieszcząc stacje rozrządowe Norfolk Southern Railway i CSX. Amtrak oferuje jedyne w mieście pasażerskie połączenie kolejowe za sprawą codziennego pociągu Crescent, kursującego pomiędzy Nowym Orleanem a Nowym Jorkiem.
W 2011 r. Brookings Institute umieścił Atlantę na 91. miejscu listy obszarów metropolitalnych pod względem dostępności środków transportu. Metro w Atlancie, zarządzane przez MARTA, stanowi 8. co do częstotliwości połączeń system metra w Stanach Zjednoczonych. MARTA oferuje ponadto połączenia autobusowe na terenie miasta; system autobusowy w Atlancie jest czternastym co do częstotliwości połączeń w Stanach Zjednoczonych.

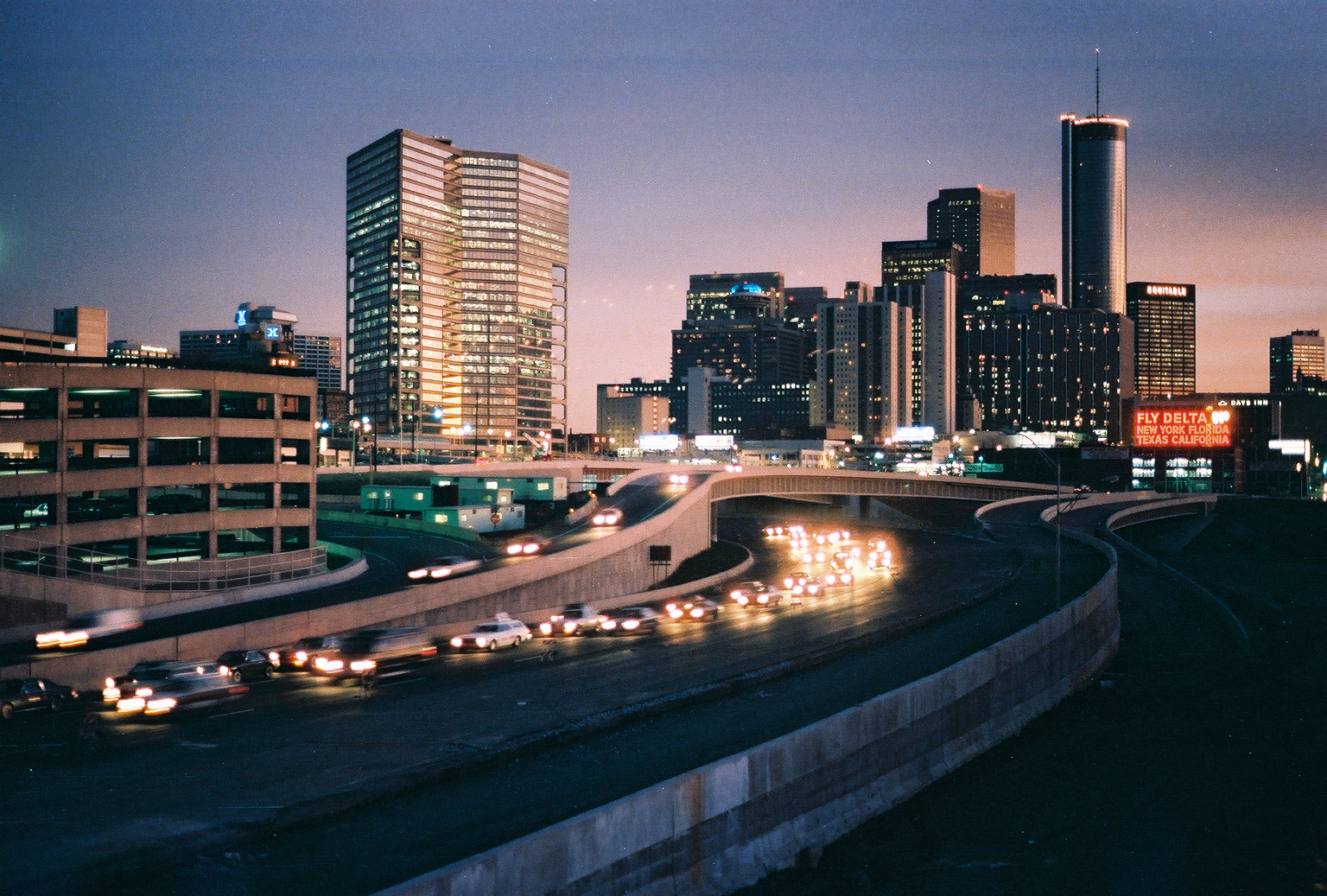
Nocna panorama Atlanty w 1982 roku

Dzięki kompleksowej, rozbudowanej sieci autostrad, mieszkańcy Atlanty wskazują samochód jako podstawowy środek transportu po regionie. Miasto otacza autostrada międzystanowa nr 285, czyli obwodnica znana lokalnie jako „the Perimeter”, która ponadto została symboliczną granicą pomiędzy Atlantą a najodleglejszymi przedmieściami. Popularność aut jako dominujących środków przemieszczania się prowadzi do dużych korków miejskich, a także czyni Atlantę jednym z miast o najbardziej zanieczyszczonym powietrzu w Stanach Zjednoczonych. Z tego powodu, w 1996 rozpoczęła się kampania The Clean Air Campaign, mająca na celu ograniczanie zanieczyszczenia powietrza. Od 2008 obszar metropolitalny Atlanty zajmował albo pierwsze miejsca, albo też lokował się w czołówce miast amerykańskich o najdłuższym czasie dojazdu do pracy oraz najgorszego ruchu miejskiego.
Port lotniczy Atlanta – Hartsfield-Jackson, czyli najruchliwsze lotnisko świata, zarówno pod względem liczby obsługiwanych pasażerów, jak i lotów, oferuje połączenia do ponad 150 miejsc w Ameryce oraz ponad 80 miast świata w 52 państwach, z ponad 2 700 przylotów i odlotów dziennie. Swoje największe węzły lotnicze w porcie posiadają linie Delta Air Lines i AirTran Airways.

## Relacje międzynarodowe
W Atlancie znajdują się około 43 misje dyplomatyczne, w tym ambasady i Konsulat Honorowy RP. Atlanta posiada 17 miast partnerskich.

### Miasta partnerskie
- Bruksela (Belgia)
- Bukareszt (Rumunia)
- Daegu (Korea Południowa)
- Fukuoka (Japonia)
- Kotonu (Benin)
- Lagos (Nigeria)
- Montego Bay (Jamajka)
- Newcastle (Wielka Brytania)
- Norymberga (Niemcy)
- Olimpia (Grecja)
- Port-of-Spain (Trynidad i Tobago)
- Ra’ananna (Izrael)
- Rio de Janeiro (Brazylia)
- Salcedo (Dominikana)
- Tajpej (Tajwan)
- Tbilisi (Gruzja)
- Tuluza (Francja)